# Фламандське бароко

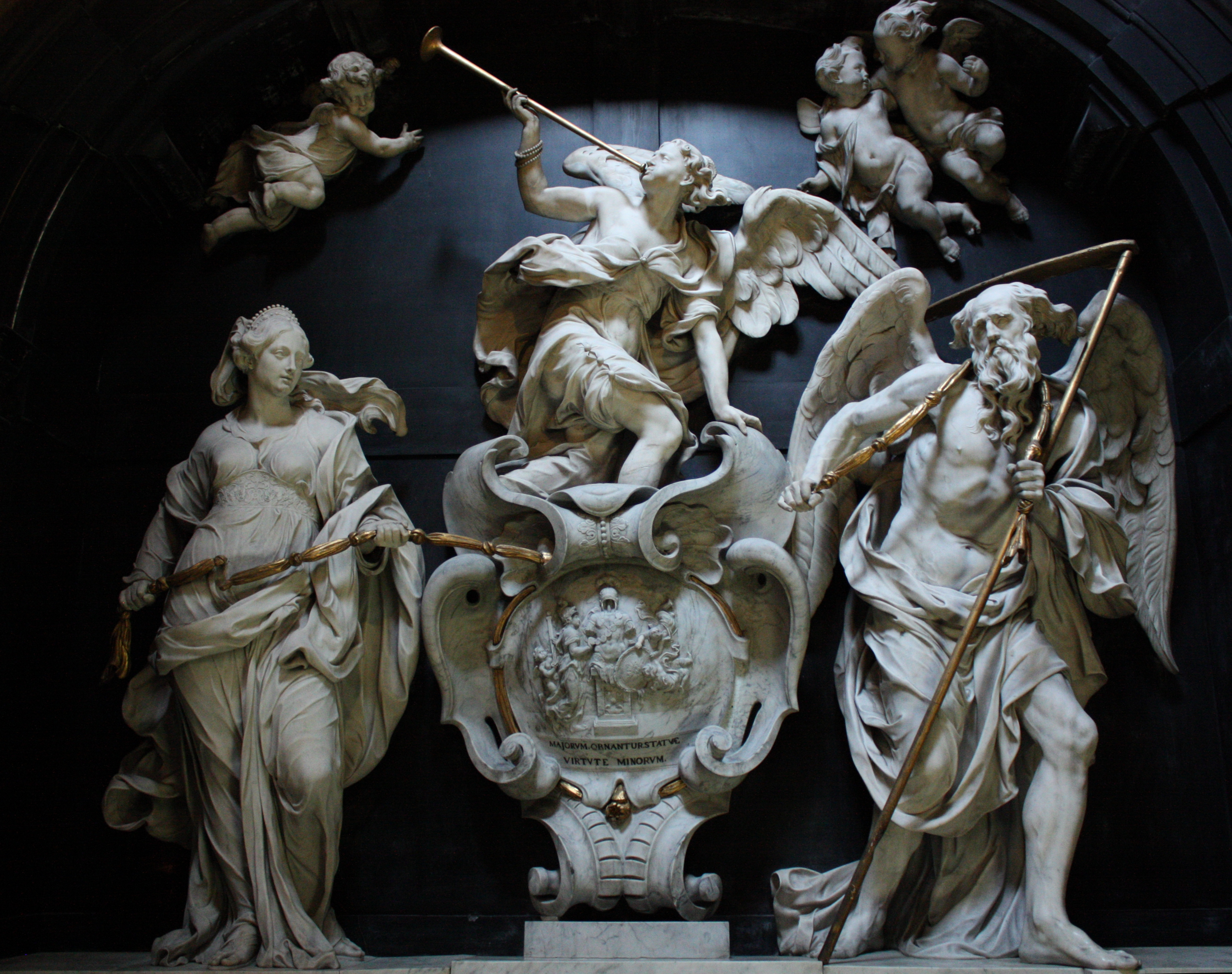
Ск. Жером Дюкенуа молодший та Маттеус ван Беверен. Барокова група в каплиі над похованням герцога Ламорала Турн унд Таксіс, ц-ва Нотр-Дам дю Саблон, Брюссель.

Фламандське бароко — етап розвитку національної культури Південних Нідерландів XVII століття.

## Політична ситуація

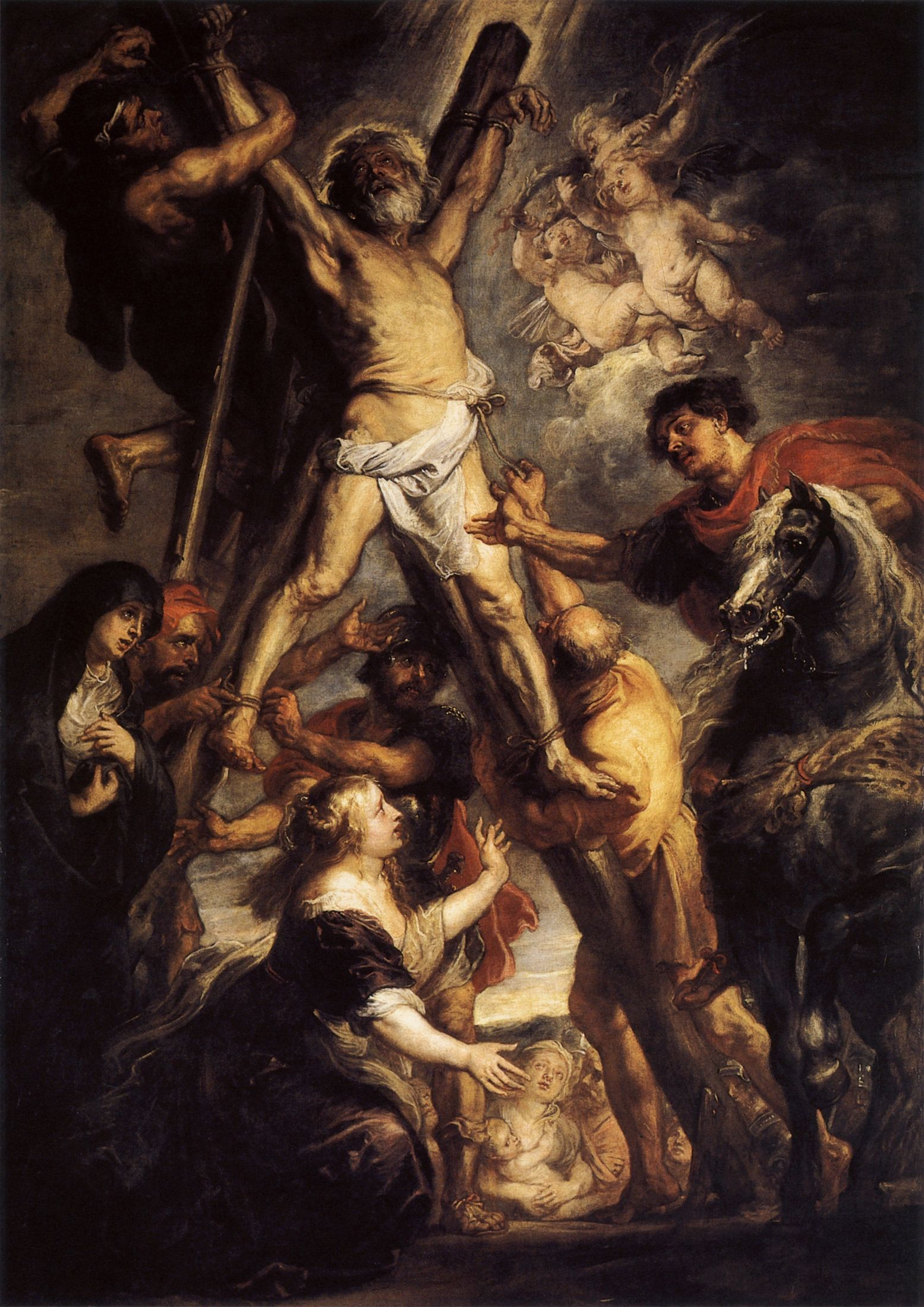
П. П. Рубенс. «Мучеництво апостола Андрія Першозваного», 1638 р.

Фландрія виробилася у значний культурний і мистецький осередок ще в добу середньовіччя. Практично до кінця XVI століття культура і мистецтво Фландрії були тісно пов'язані з мистецтвом Північних провінцій, що увійшли до складу Голландії. Розмежуванню і національному відокремленню сприяли події Нідерландської революції. У 1579 році сім бунтівних провінцій Нідерландів в місті Утрехт створили так звану Республіку Семи Об'єднаних Провінцій. Під час війни з Іспанією їм і вдалося вибороти власну незалежність. Іспанські загарбники помстилися убивством 10.000 громадян міста Антверпен, що призвело до масової еміграції в «Об'єднані Провінції» з територій Фландрії, контрольованих Іспанією.
Владна аристократія Південних Нідерландів, налякана розмахом народних заворушень, пішла на політичний компроміс з іспанськими загарбниками і фактично відсахнулася від боротьби за незалежність. Арраська унія 1579 року законодавчо закріпила зверхність Іспанської імперії над Південними Нідерландами. Навколо іспанських намісників згуртувалась більшість фламандського дворянства та національного католицького священства. Феодальні стосунки в уряді і суспільстві Фландрії переважали. Крім того представники національної буржуазії самі скуповували землі і дворянські титули, переходячи таким чином на феодальні позиції. На відміну від бунтівних провінцій Північних Нідерландів, розвиток капіталістичних відносин тут надзвичайно уповільнився. Лихоліття війні, знелюднення міст і сіл, масова еміграція в Голландію спричинили занепад цілих галузей національної економіки і ремесел. Після погрому 1576 року міста Антверпен армією Іспанії — він надовго втратив значення центра західноєвропейської і світової торгівлі.
Занепад політичний та економічний — дивним чином не збігся з піднесенням національної культури, вищі досягнення якої яскраво відбилися в національному варіанті бароко. Економічний занепад уповільнив розвиток капіталоємних архітектури, промисловості, частково скульптури. Але живопис, декоративно-ужиткове мистецтво, і до цього тісно пов'язані з національною аристократією та духовенством, навіть отримали умови для розвитку.
Вестфальська мирна угода 1648 р. визнала незалежність «Об'єднаних Провінцій», які стали відомі як Голландія. Після цих подій художня культура Бельгії і Голландії остаточно розділилася і пішла кожна власним шляхом. В XVII столітті Фландрія (Бельгія) була утримана в лоні католицизму, а на її мистецтво мали впливи католицькі Італія та (частково) Іспанія.

## Національний варіант бароко

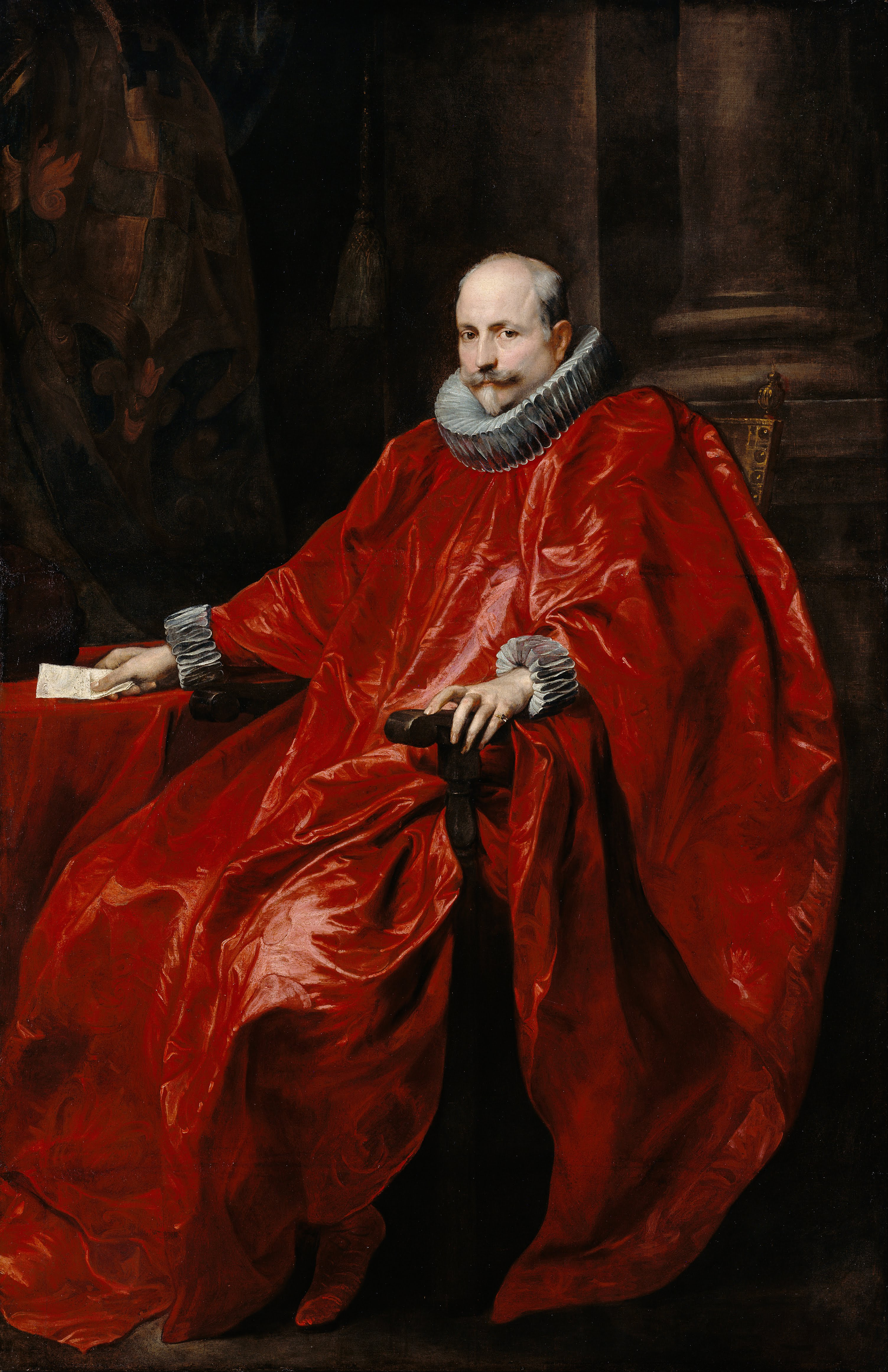
Антоніс ван Дейк. «Антоніо Паллавічіні», 1621 р., музей Гетті.

Бароко Фландрії мало два джерела — національний варіант маньєризму і могутні впливи культури Італії. Фламандська сакральна архітектура початкового періоду мала всі риси італійського (римського) бароко, яке могутньо монополізували і пропагували єзуїти. Позиції чернечого ордену були посилені і у Фландрії. Перші барокові фламандські церкви — варіанти церкви Джезу в Римі, головної орденської церкви єзуїтів. Це церква Св. Карло Борромео в Антверпені (арх. П. Хейсенс, 1614—1621 рр.), церква єзуїтів в Брюсселі (арх. Ж. Франкар, 1606—1616 рр.)
В формах римського бароко працювали і фламандські архітектори, що пройшли школу і стажування в самій Італії. Серед них — Венцеслав Кобергер (1557—1634). Досить швидко архітектура Фландрії виробила власні риси, де домінували не оригінальність поземних планів, а фламандська чуттєвість, декоративність, монументальний масштаб, святковий декор як відбиток напружених життєвих сил.
Низка фламандських майстрів уславилась фаховими досягненнями в двох чи декількох мистецьких галузях :
- Венцеслав Кобергер (Wenceslaus Coberger, 1557—1634), художник, інженер, архітектор
- Лукас Файдерб із Мехелена (Lucas Faydherbe, 1617—1697), архітектор і скульптор.

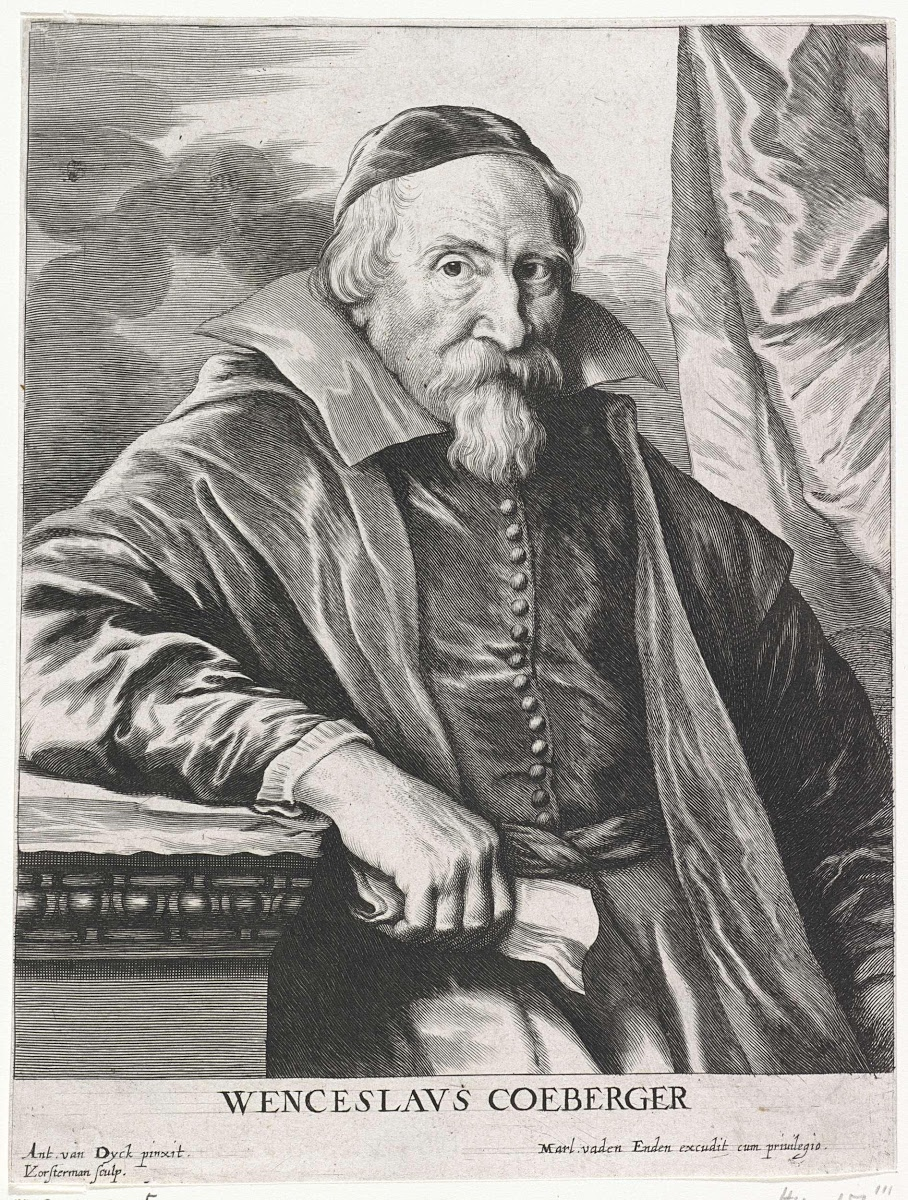
Венцеслав Кобергер в останні роки життя
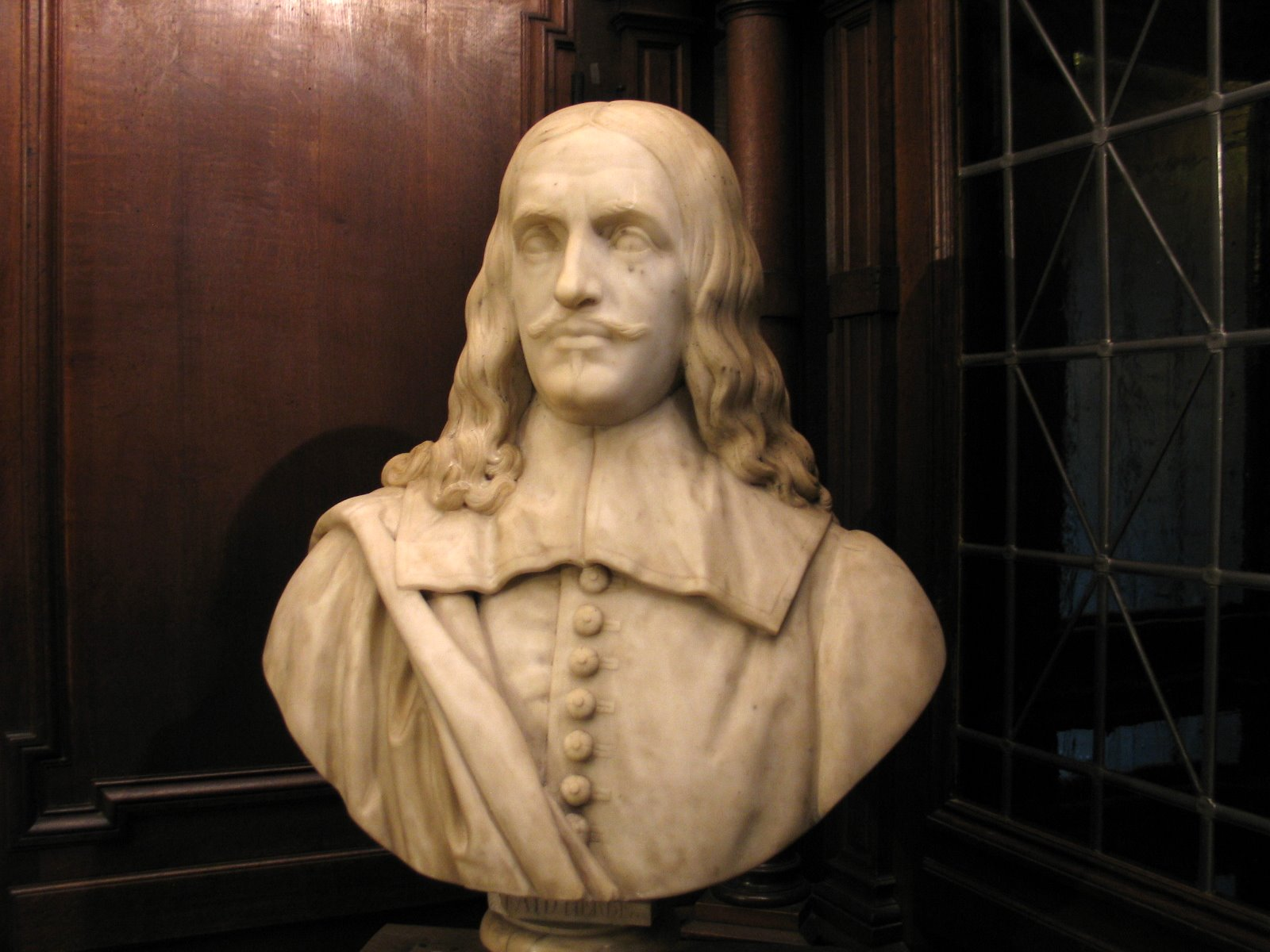
Лукас Федерб з Мехелена, погруддя
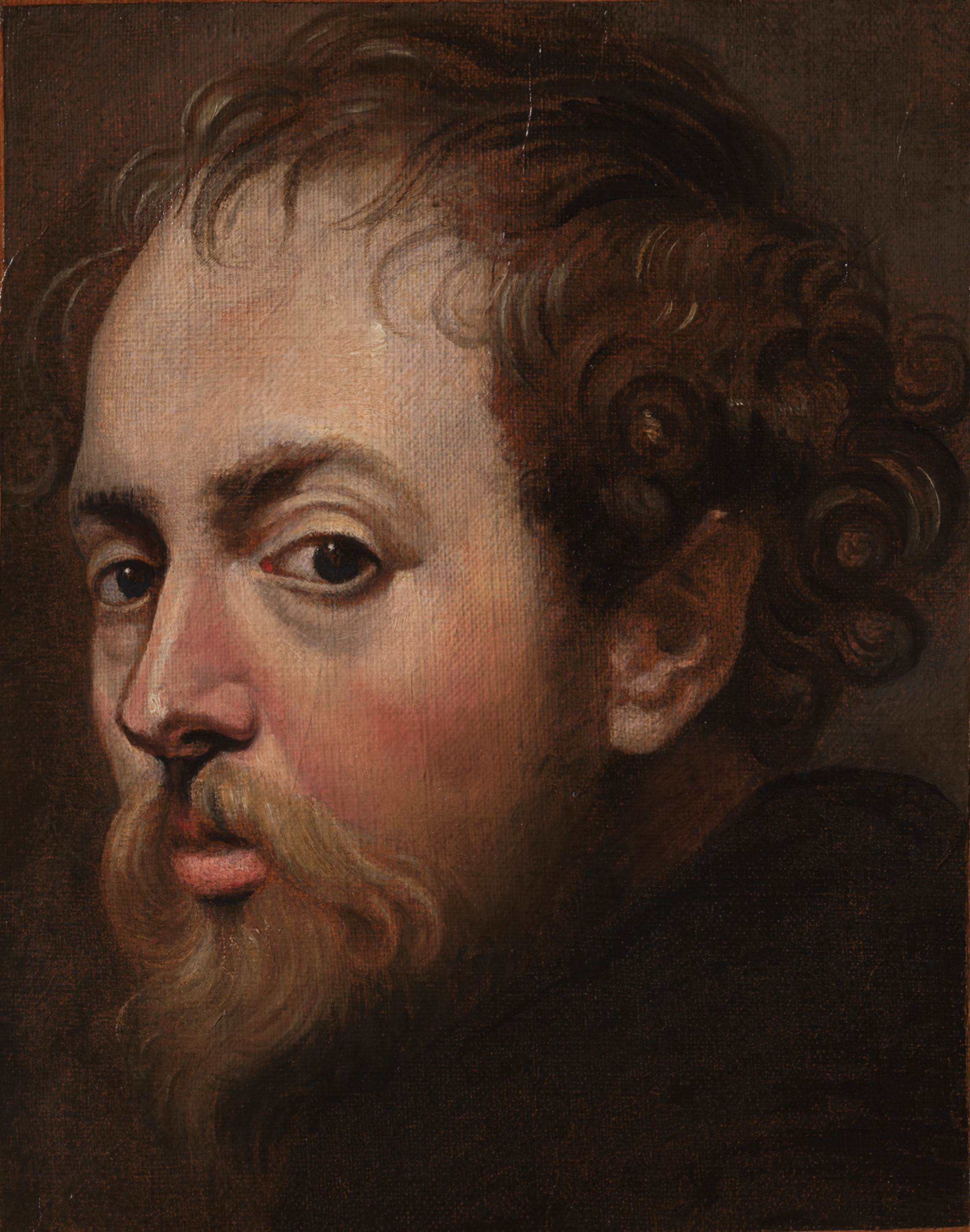
Пітер Пауль Рубенс

## Архітектура

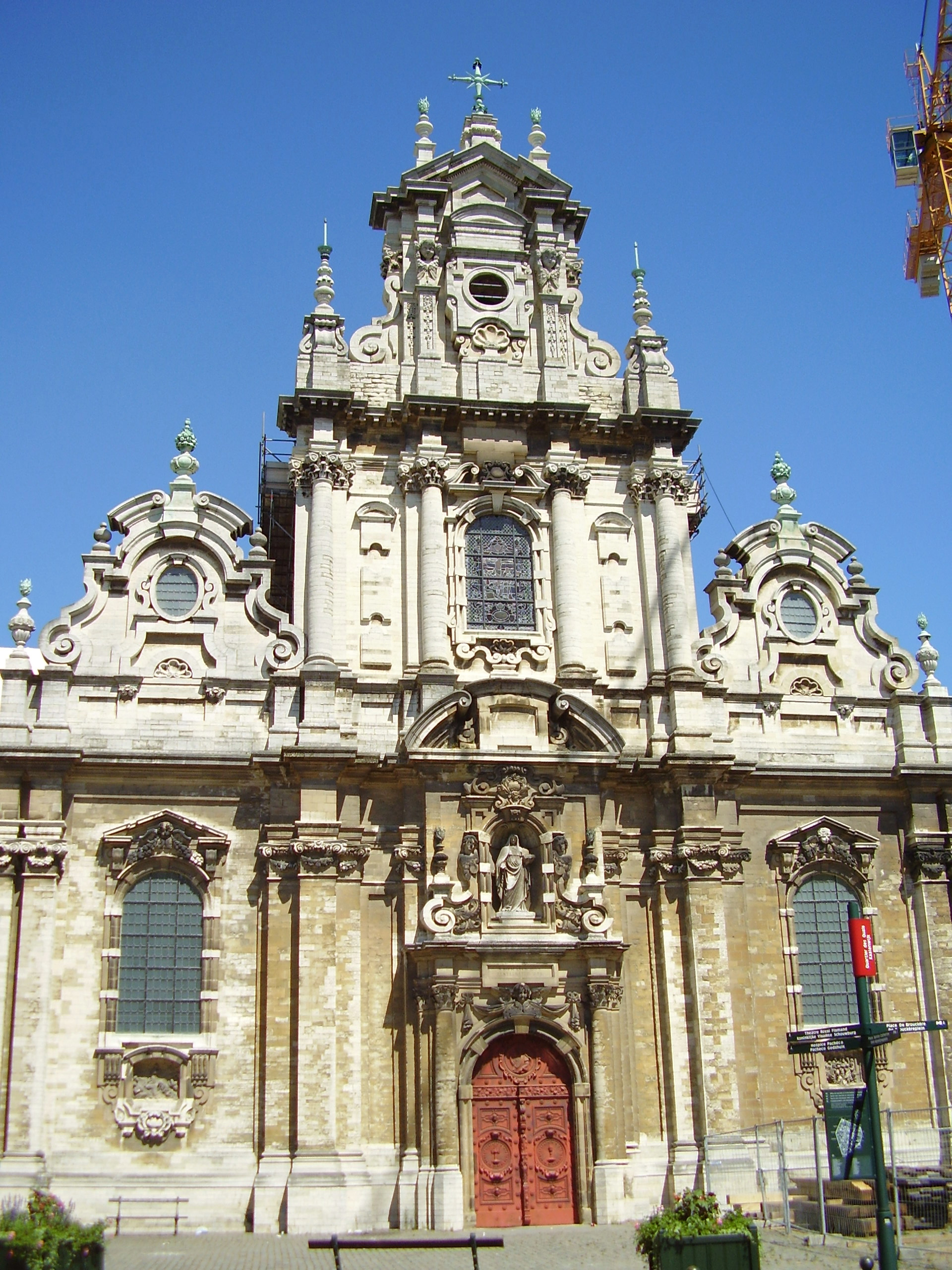
Лукас Файдерб, церква Івана Хрестителя, Бегінхофкерк, Бельгія

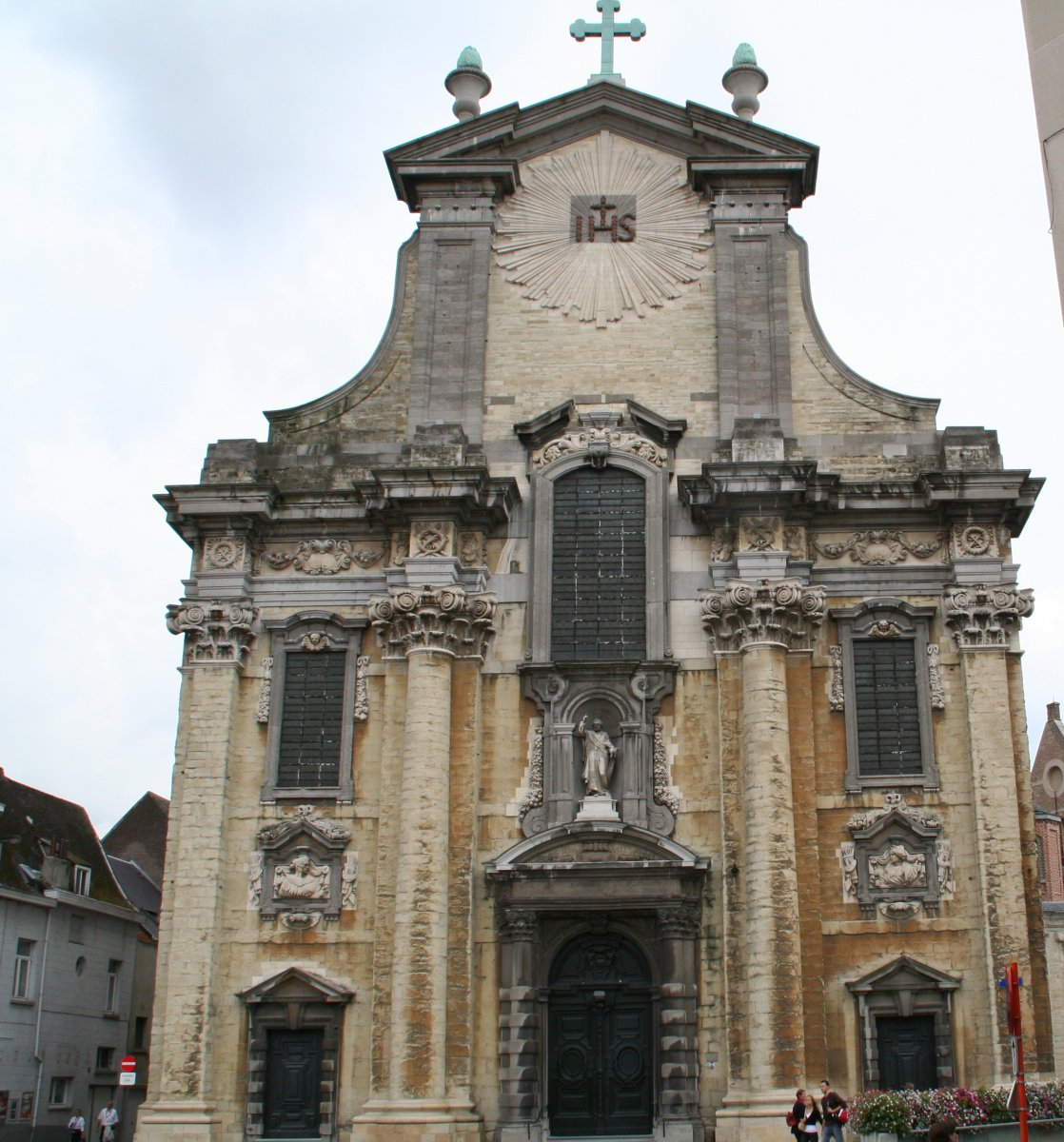
Мехелен. Церква Св. Петра й Павла єзуїтів.

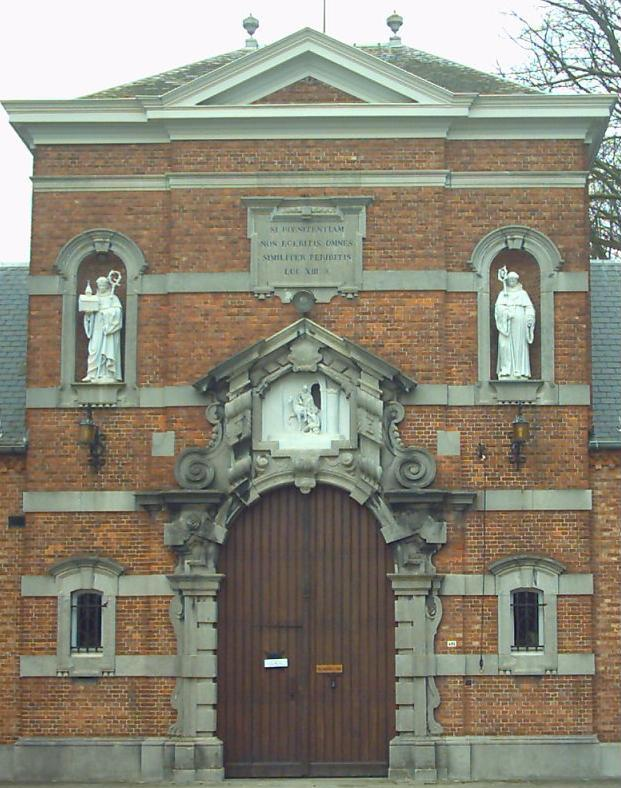
Монастир Вестмале, провінція Антверпен, 18 ст.

Архітектура Бельгії бере початок у нідерландському середньовічному мистецтві. Найранішими пам'ятниками архітектури Бельгії є готичні собори в Брюсселі (XII—XV ст.), Антверпені (1352—1518), Брюгге (1239–97), Мехелені. Архітектура Відродження представлена багатьма житловими й адміністративними спорудами, зокрема ратушею в Антверпені (1561–65, арх. К. Флоріса). В кінці XVI століття створюється так звана фламандська школа, що існувала до кінця XVIII ст. Своєрідна архітектура Бельгії того періоду поєднала в собі пластику бароко і давно вироблені форми національної готики. Фламандське бароко в архітектурі мало значні впливи єзуїтів, які часто ініціювали створення барокових сакральних споруд чи самі виступали архітекторами. Поширення отримали тринавні базиліки з тричастинним фасадом. Будували монастирі і шпиталі, бегінажи (приміщення для жіночих релігійних товариств), ломбарди, іноді — заміські палаци. Особливо розкішно (як і в Італії)розробляли фасади, використовуючи увесь репертуар архітектурного декору — пілястри і колони, розкреповані карнизи, трикутні і лучкові фронтони, рельєфи, волюти, вази, канделябри. Пишний декор парадного фасаду переносили і на інтер'єри, які вражали синтезом мистецтв: архітектурного декору, скульптури і живопису, останній переживав новий розквіт після XVI століття. Готичний каркас сакральних споруд був вдало інтерпретований архітекторами бароко, перетворившись на урочисті, повнокровні композиції, схильні до папетики і перебільшень. Це були справжні апофеози синтезу мистецтв. Навіть використання (нібито стриманого) класичного ордеру не заважало вкривати стіни і вівтарі кольоровим мармуром, золоченням, висіченими чи різьбленими орнаментами в супроводі динамічних композицій олійного живопису. Розкішно вбрана церква чи собор з'явилися майже в кожному великому місті.

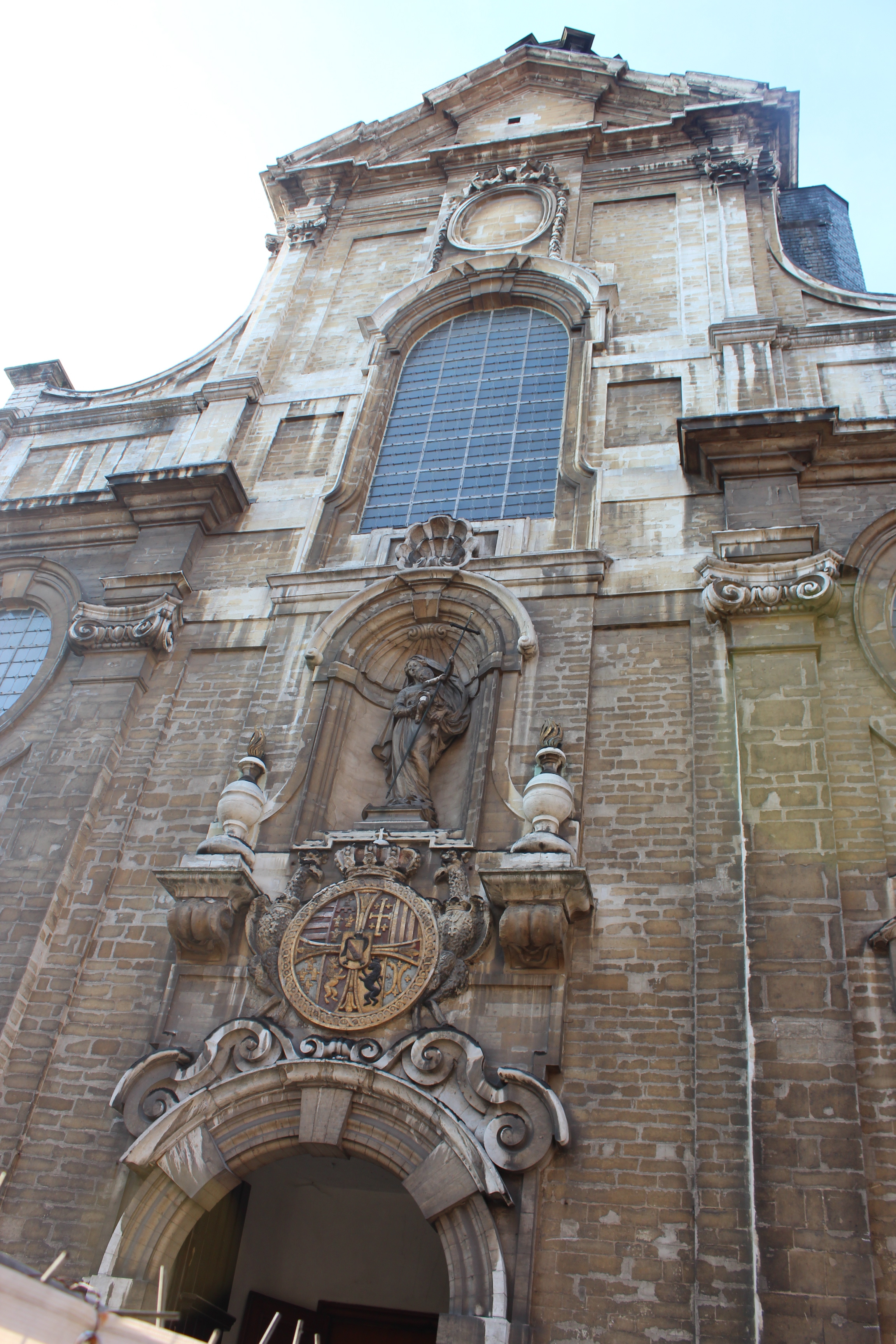
Церква Нотр-Дам дю Бон Секюрс, Брюссель
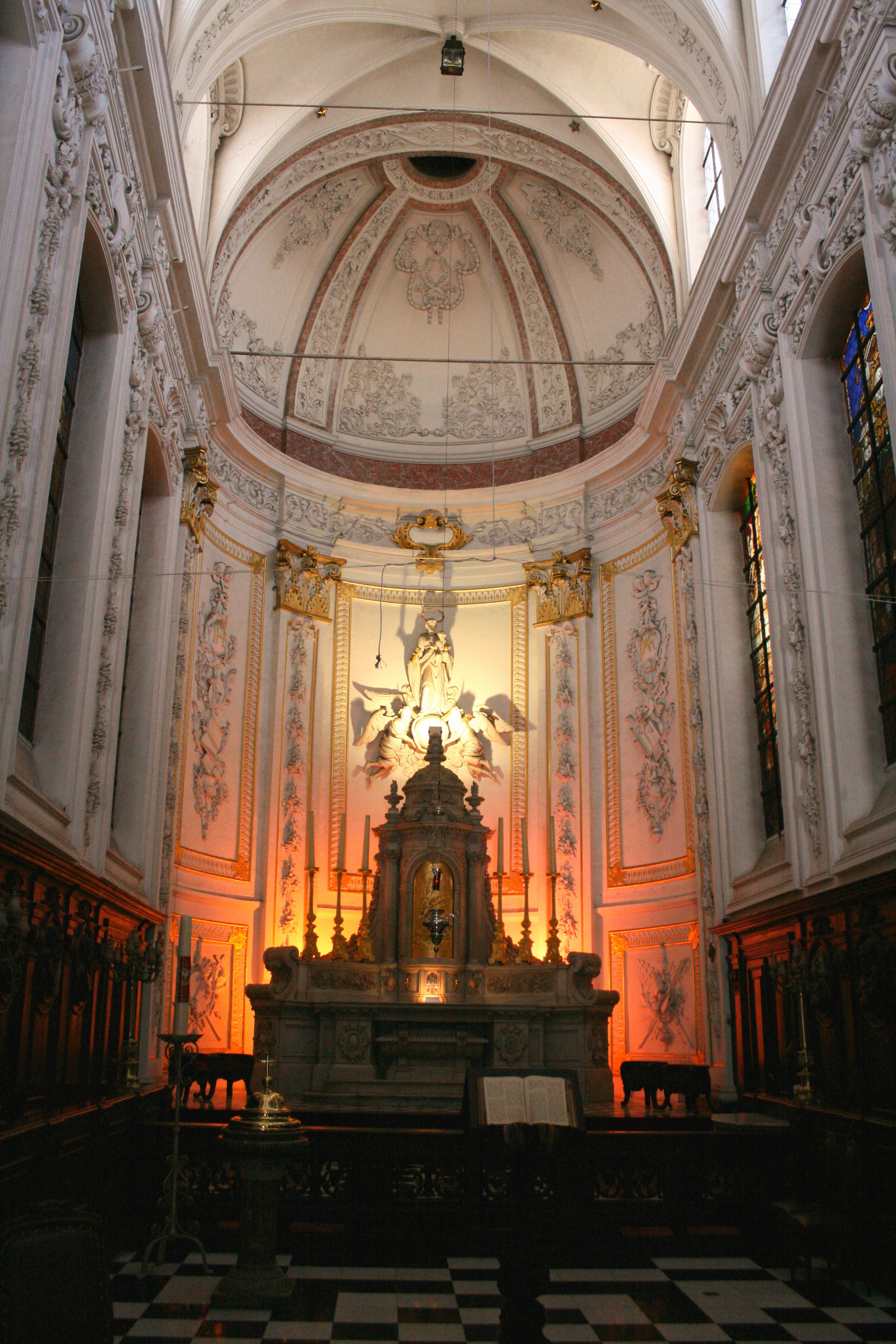
Церква Нотр-Дам дю Фіністер, Брюссель
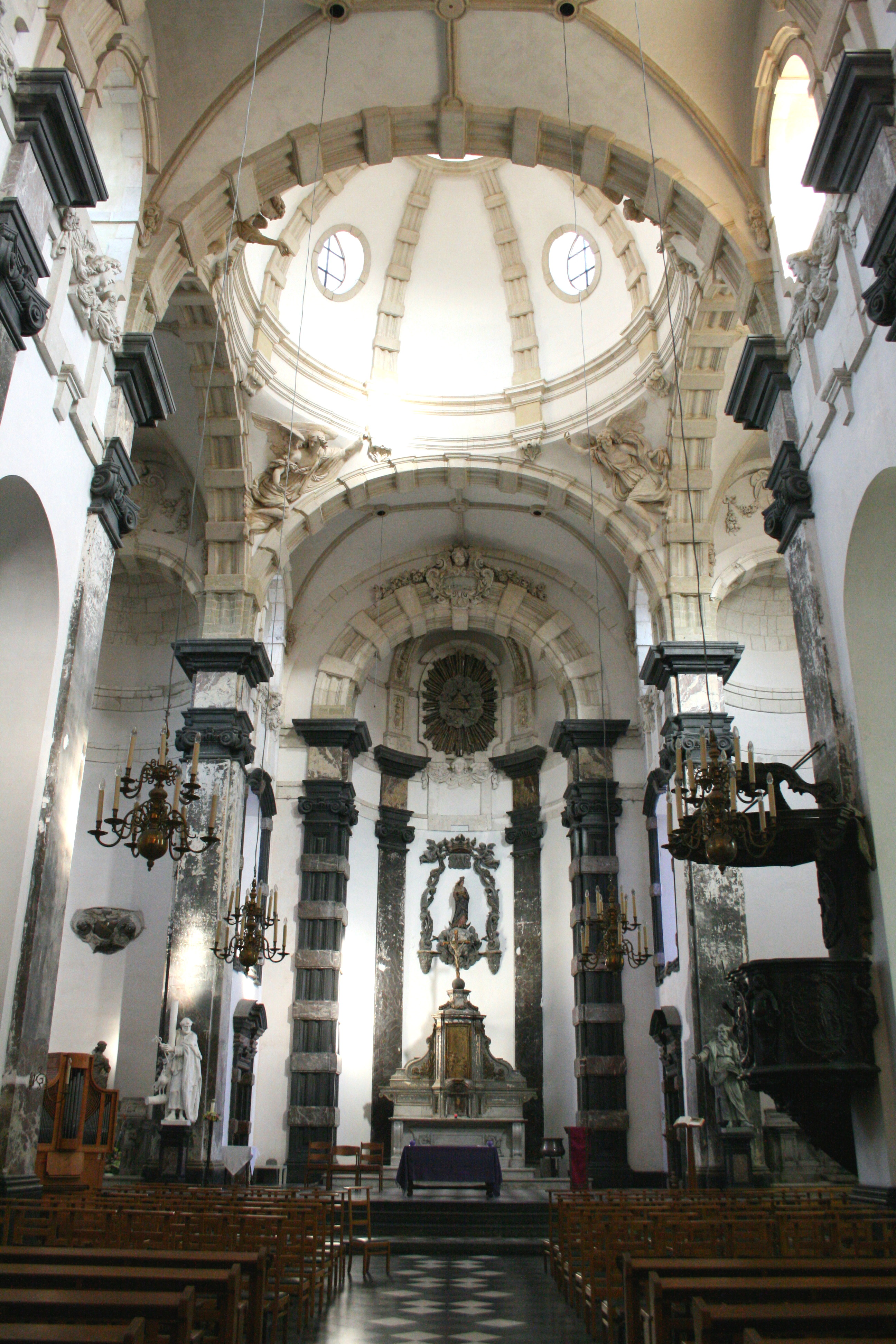
Церква Нотр-Дам кларисок, вівтар
Церква Нотр-Дам кларисок, фасадиЦерква Нотр-Дам кларисок, фасади

### Тимчасові тріумфальні споруди

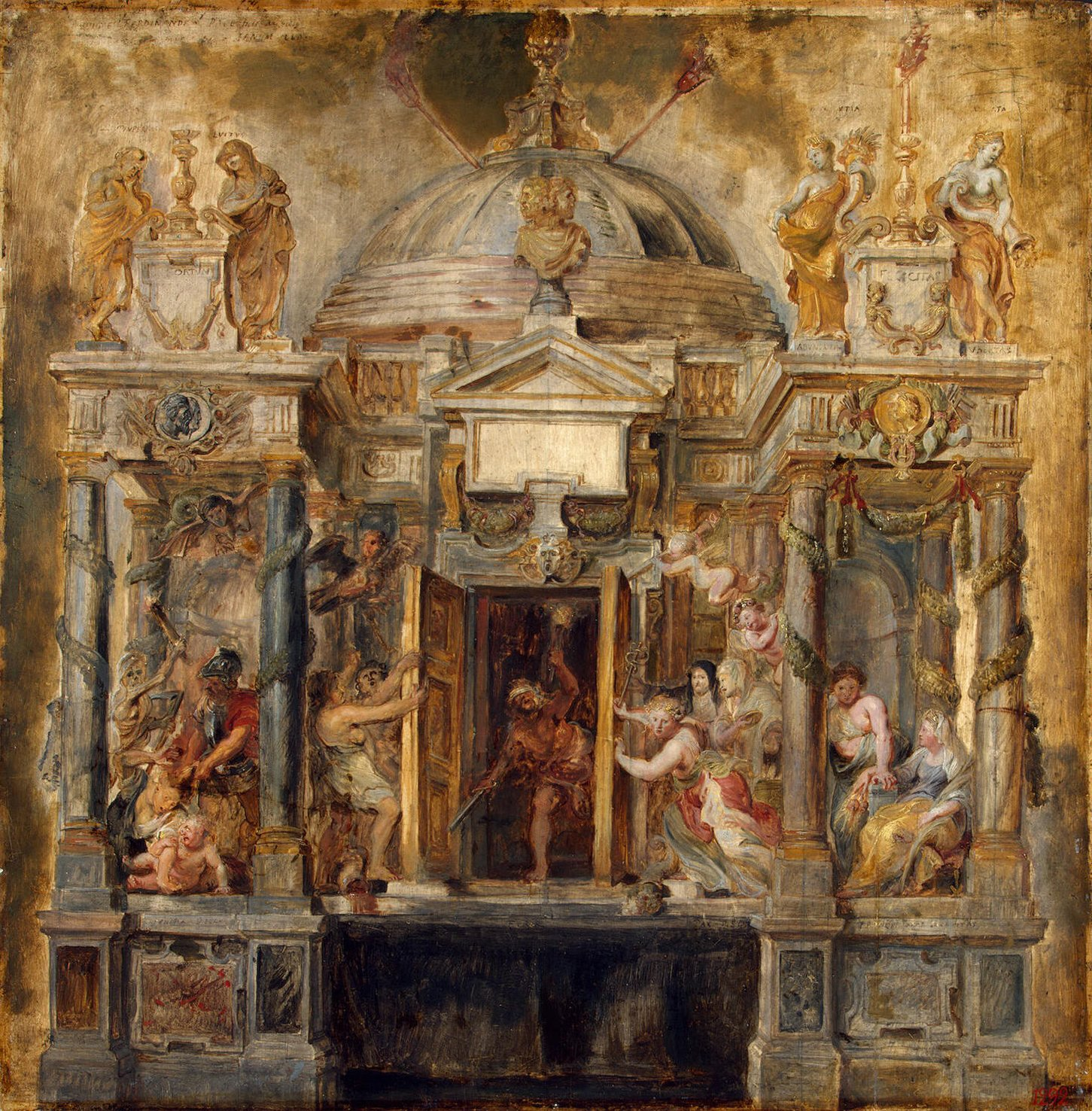
П. П. Рубенс. «Храм Януса». Двері бога війни зачиняють алегорії миру і мистецтв.

Окремою галуззю архітектури XVII ст. залишались тимчасові споруди з нагоди зустрічей іспанських віце-королів, іспанських перемог чи свят. Їх робили у вигляді тріумфальних воріт, брам, невеликих храмів, прикрашених рельєфами, картинами, написами, прапорами, гірляндами. Тимчасові тріумфальні споруди ставали виявами політичної підтримки іспанських володарів заради виживання в скрутних умовах іспанського гноблення, але сприймалися як державне завдання. До їх створення залучали найкращих архітекторів, скульпторів-декораторів і художників. В роки перебування в Антверпені Рубенса, останній очолював бригади митців по побудові тріумфальних споруд, власноруч розробляв численні ескізи і проекти до них. По закінченню свят їх безжально розбирали і знищували. Свідоцтвами їх існування і вигляду ставали лише ескізи і гравюри.
Барокова архітектура з національним забарвленням також ще один «персонаж» багатьох картин художника алегоричного спрямування, що не пов'язана з конкретними тріумфальними спорудами.

## Гобелени

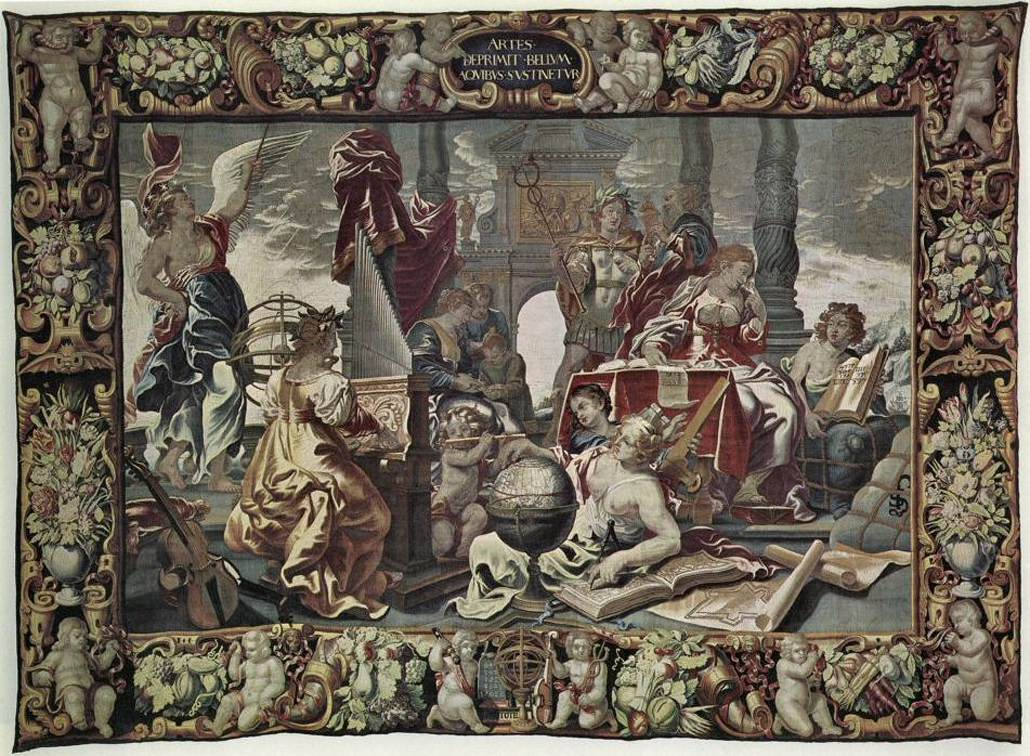
Гобелен Сім вільних мистецтв за картоном Корнеліса Схюта. Брюгге, варіант в Ермітажі.

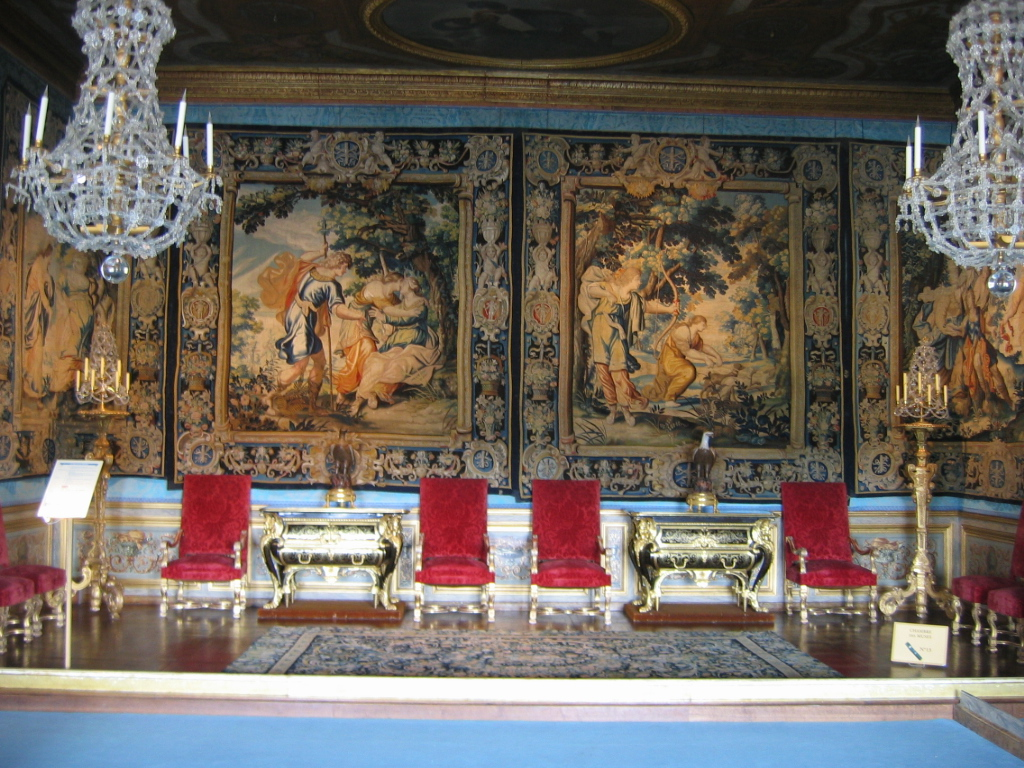
Замок-палац Во-ле-Віконт, зала Муз, гобелени

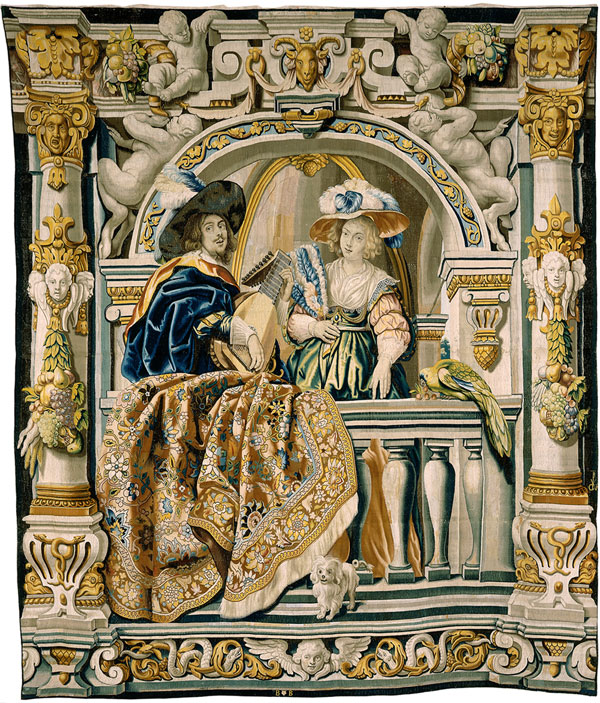
Картоньєр Якоб Йорданс, гобелен 17 ст. Музей історії мистецтв, Відень

Поки у Франції XIV століття йшла 100-літня війна, у місті Брюссель (Фландрія, сучасна Бельгія) зміцніло своє виробництво аррасів. Зростання попиту на арраси і добра платня за них спричинили появу мануфактур також в містах Антверпен, Ауденарде, Лілль тощо. В XVI—XVII століттях мануфактури Фландрії конкурували з найкращими майстернями Франції. Авторитет фламандських ткачів був настільки великий, що їх запрошували на працю в інші країни, а володарі майстерень Фландрії постійно отримували замови від аристократів із закордонних держав. Мануфактури виникають і в інших країнах (Іспанія, Німеччина, Італія), під керівництвом фламандських ткачів. На бордюрах аррасів Фландрії часто виткані написи, що допомагає в ідентифікації цих виробів мистецтва.
Виробництво аррасів всіляко заохочувалось місцевими урядами, хоча й ретельно контролювалося. Виробляти арраси мали право лише ткачі з громадянством цього міста, створенню передував картон художника, продаж дозволявся лише після досмотру і дозволу особливої комісії. Не дивно, що до створення картонів залучали найкращих художників ще в XV—XVI століттях (Рогір ван дер Вейден, Лука Лейденський, Ян Корнеліс Вермеєн, Пітер Пауль Рубенс, Франс Снейдерс) і високоякісну сировину. Деяка консервативність техніки виконання обумовила традиції і збереження характерних рис аррасів, притаманних лише цьому різновиду мистецтва. Були і нововведення, що лише доповнювали традиційні засоби створення (використання золотих чи срібних ниток, використання довгого русяво-золотавого волосся тощо). Сюжети бралися з Біблії, античної міфології, середньовічних романів або алегорій («Легенда про Саблонську мадонну», «Милосердя імператора Тіта», «Марк Антоній і Клеопатра», «Сім вільних мистецтв» тощо).
Ніякі витвори мистецтва Фландрії не відомі так широко, як фламандські арраси та гобелени. Наявність дешевої сировини (бавовни та барвників) і високо обдарованих майстрів обумовила появу надзвичайно цінних аррасів, які не що інше як ткані фрески, текстильні стінописи. Адже фрески і стінописи не отримали розвитку в мистецтві Фландрії, як то було в Італії чи Франції. Слава аррасів Фландрії гримить по всьому світу вже 500 років. Їх могутній розвиток захоплював в свої обійми і видатних живописців Фландрії, що охоче робили картони (значення) для створення гобеленів — Лука ван Лейде, Рубенс, Юстус ван Егмонт, Корнеліс Схют тощо). Визнання майстрів аррасів Фландрії було таким повним, що вони працювали окрім Брюсселя також в Парижі, Флоренції і Римі, визначних мистецьких центрах бароко XVI—XVII ст. взагалі.

## Живопис

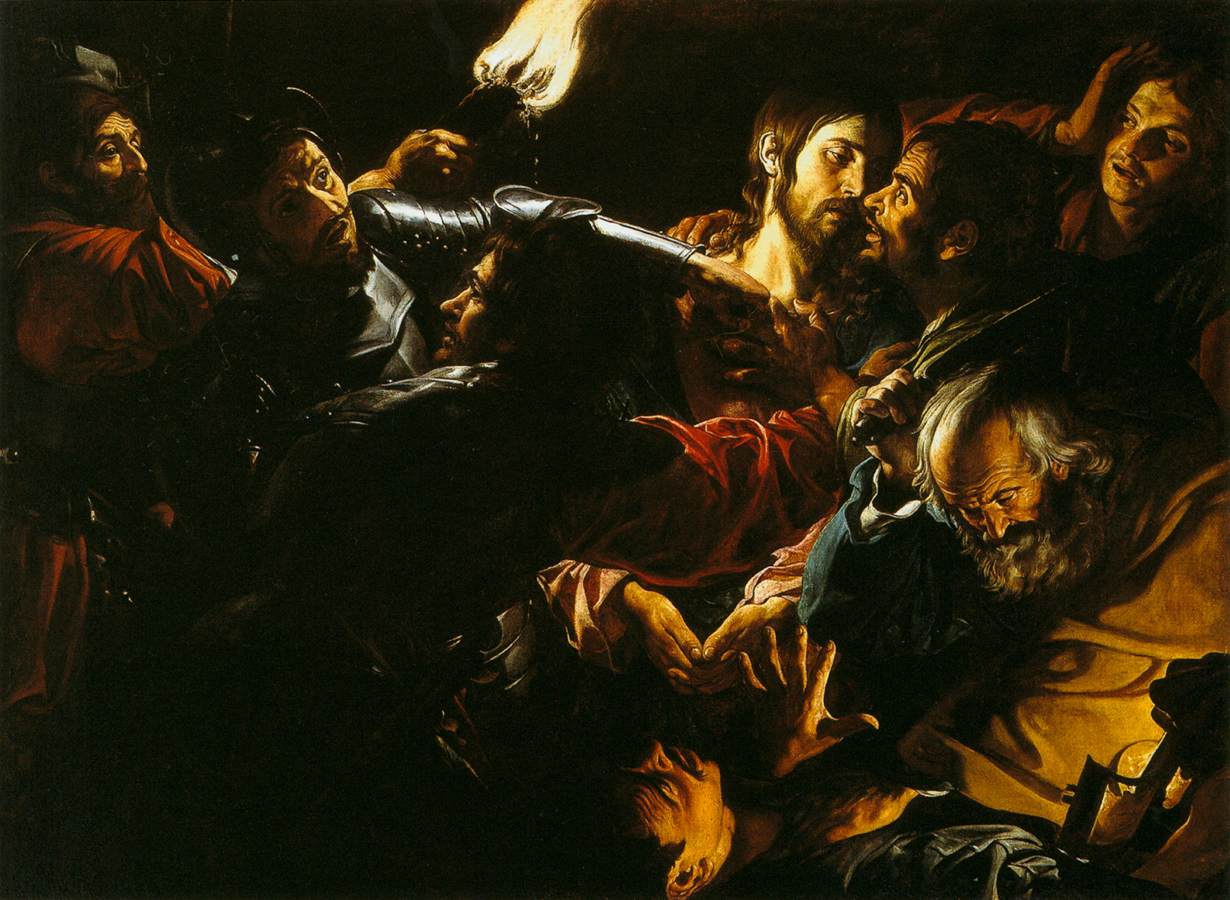
Худ. Жерар Дюфе, Взяття Христа під варту, 1620 рік. Бостонський музей образотворчих мистецтв.

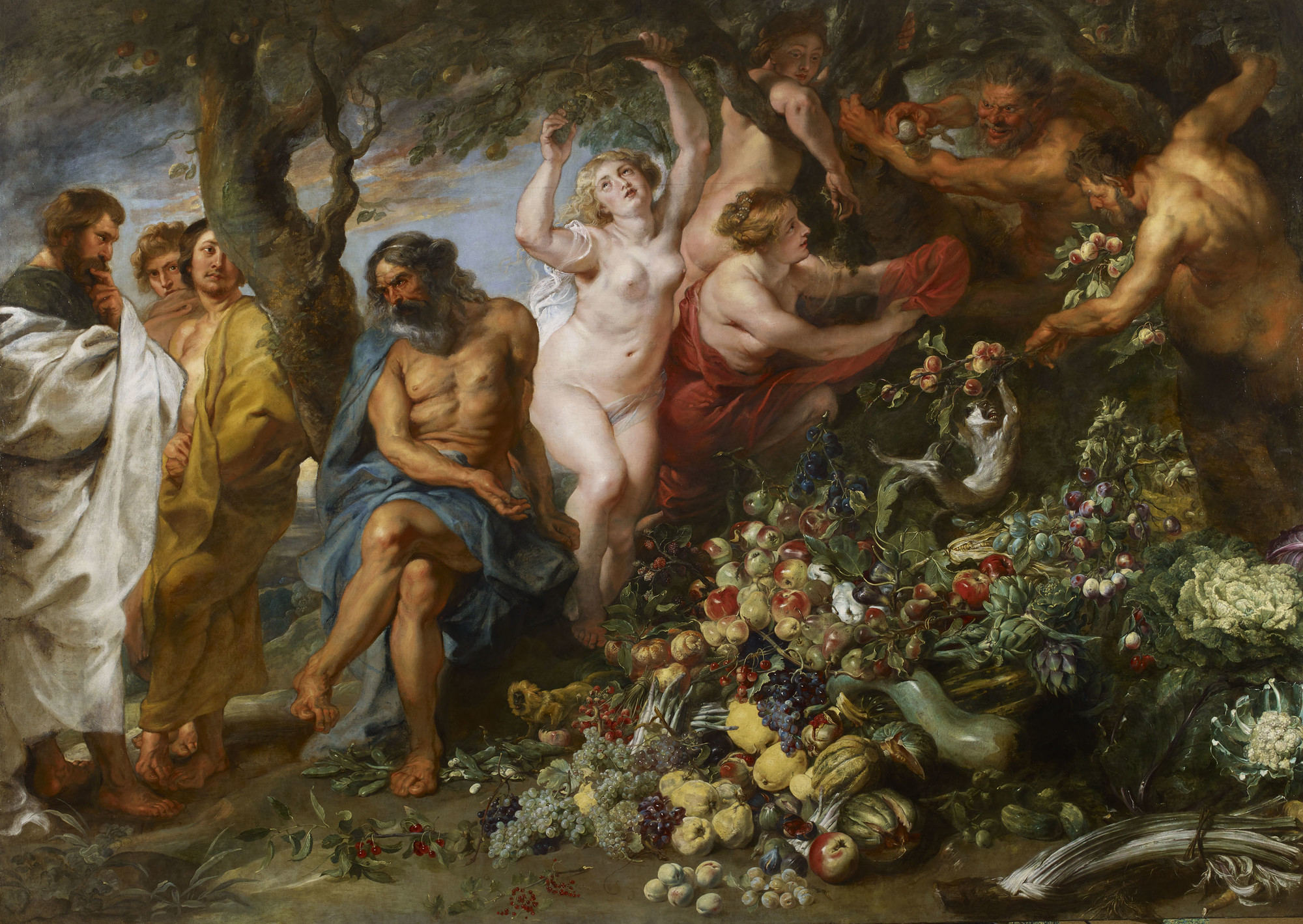
П. П. Рубенс."Піфагор схвалює вегетаріанство", 1620 р. Британія, королівська колекція.

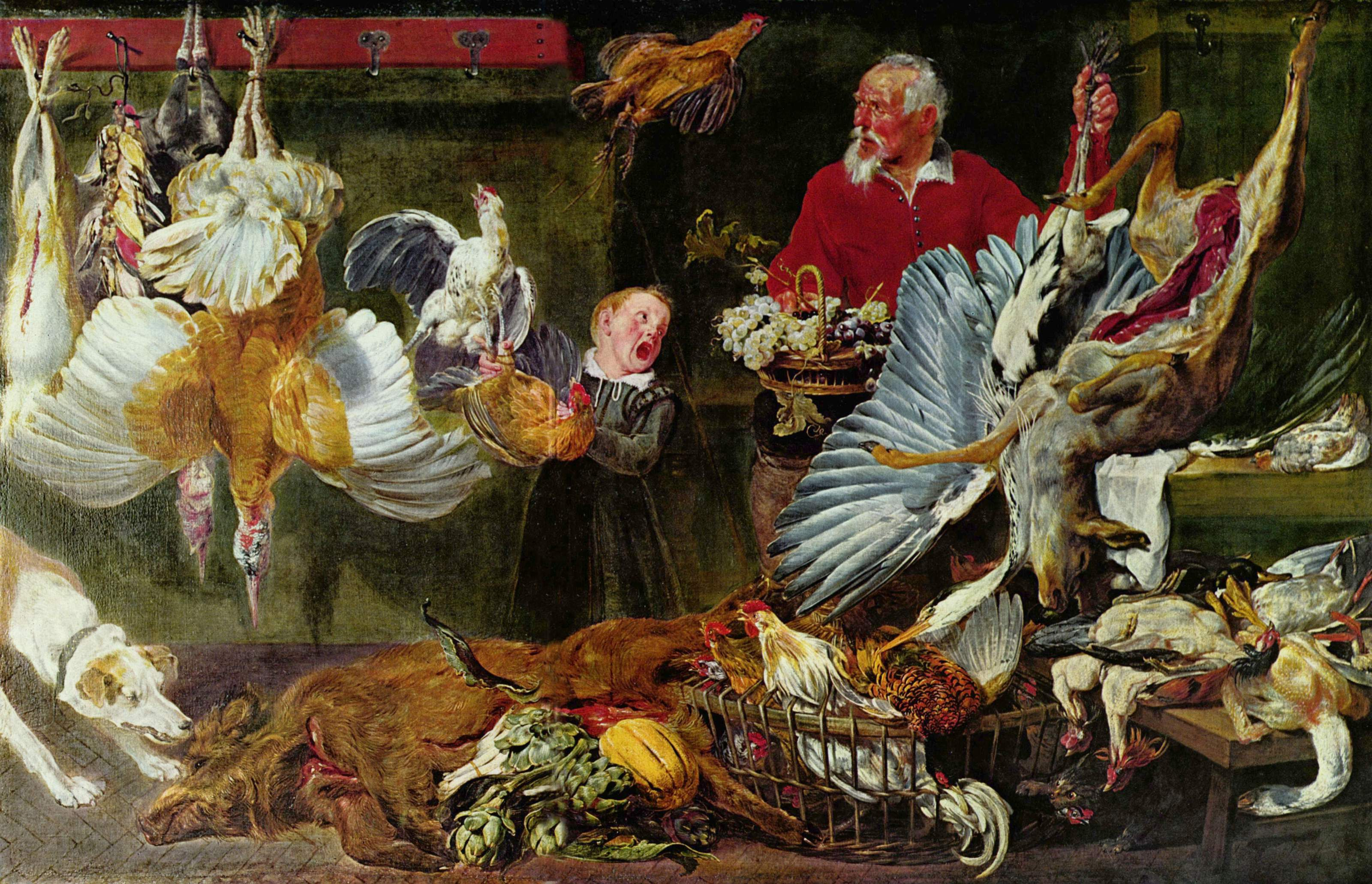
Франс Снейдерс. Спритна курка, Національна галерея, Осло.

Розквіту барокового живопису в підіспанських Південних Нідерландах сприяли як розвинені, національні, художні традиції, так і активні контакти з мистецькими центрами Італії. Це не стало в заваді в створенні національних рис, притаманних тільки живопису Фландрії — підвищеній чуттєвості, декоративності, орієнтації на аристократичні смаки, слабким демократичним уподобанням.
Слабкі демократичні традиції обумовили мале розповсюдження караваджизму, демократичної гілки італійського мистецтва бароко. Твори Караваджо і його мистецькі знахідки добре знали, а Рубенс навіть сприяв придбанню полотна Караваджо «Успіння Богородиці». Але реальну стилістику Караваджо розділяла досить обмежена кількість фламандських художників (Теодор Ромбоутс Герард Сегерс, Луї Фінсон). Справжнім драматизмом були просякнуті і картини фламандця Жерара Дюфе (1594—1660), що найближче підійшов до найкращих властивостей творчості Караваджо.
Унікальною по значенню для фламандського мистецтва XVII століття була діяльність П. П. Рубенса. Але розвивав він не традиції караваджизму, а властивості аристократичної Величної манери римської школи бароко («maniera grande»). Саме це забезпечило небачену популярність творів митця серед королівських і аристократичних родин від Італії до Англії і Іспанії. Напади хвороби і дипломатична діяльність часто дошкуляли митцю, спонукали залучати до виконання творів чисельних учнів і помічників. Це сприяло як поширенню настанов бароко в національному мистецтві, так і створенню колосальної кількості творів мистецтва, серед яких:
- титульні листи до антверпенських видань друкаря Плантена
- вівтарні композиції
- парадні портрети
- картони до аррасів
- вироби зі скла та шкіри
- парадна зброя
- меблі
- ювелірні вироби зі срібла
- скульптура з мармуру, бронзи, дерева, слонової кістки
- гравюри з картин Рубенса, які робили брати Больверт, Понтіус, Ворстерман.

По смерті Рубенса пафос фламандського бароко підтримав в живопису Якоб Йорданс. Найкращі знахідки мистецтва власного вчителя і конкурента в портреті розвинув Антоніс ван Дейк. Ван Дейк збагатив портретний жанр психологізмом і грацією, які сформують тип західноєвропейського парадного (репрезентативного) портрета, прийнятого від Генуї до Мадрида і Лондона. Фреска (на відміну від Італії і Франції)не тримала розвитку в мистецтві Фландрії. Її функції на себе перебрали олійний живопис і гобелени. До найкращих зразків монументальних стінописів підняв мистецтво натюрмортів Франс Снейдерс. Найкращі декоративні якості національного мистецтва відбилися і в полегшених, компромісних творах, які робив Томас Віллібортс Босхарт та низка місцевих художників-декораторів.

### Натюрморти

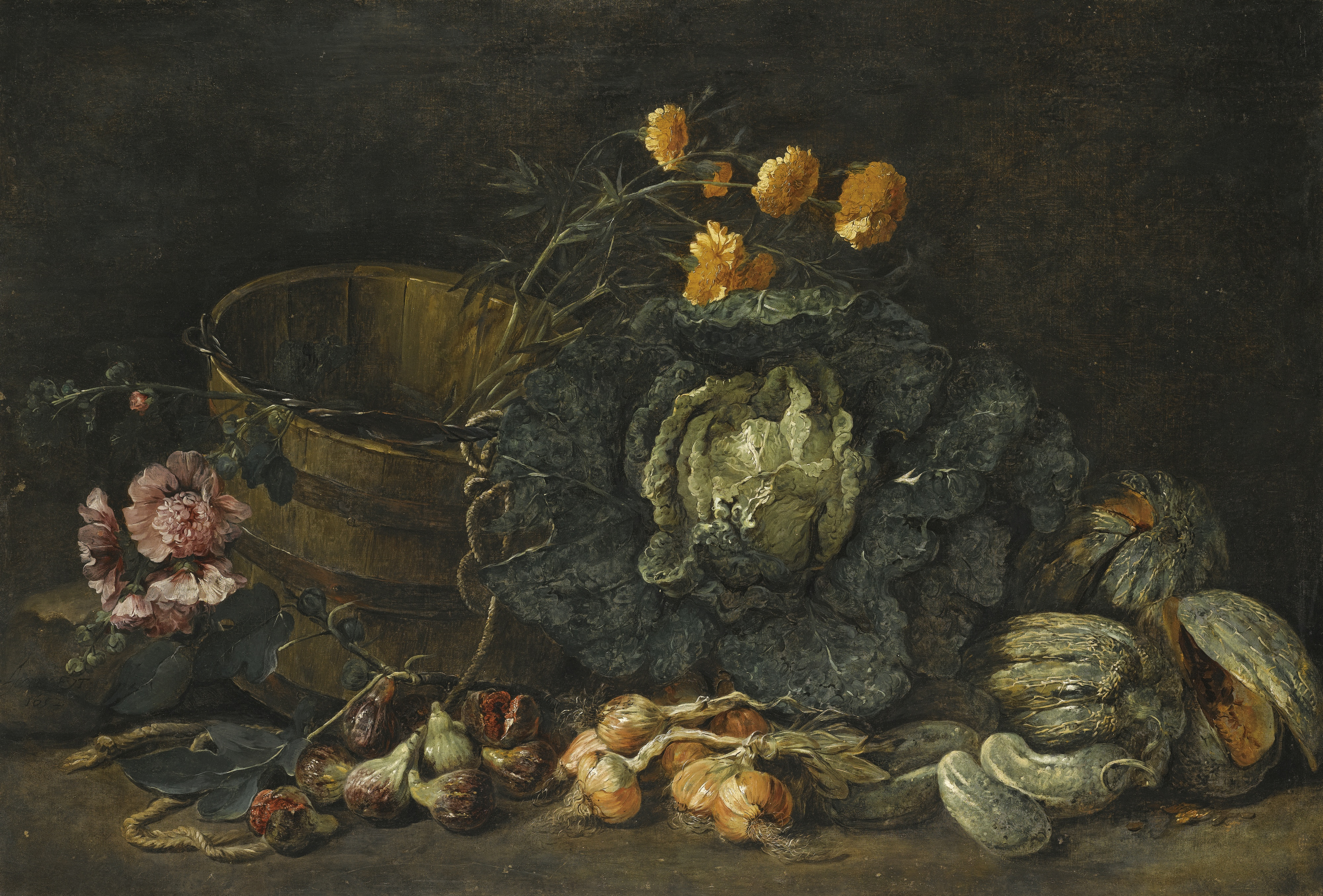
Ян Фейт (1611—1661). «Дерев'яна цеберка і овочі».

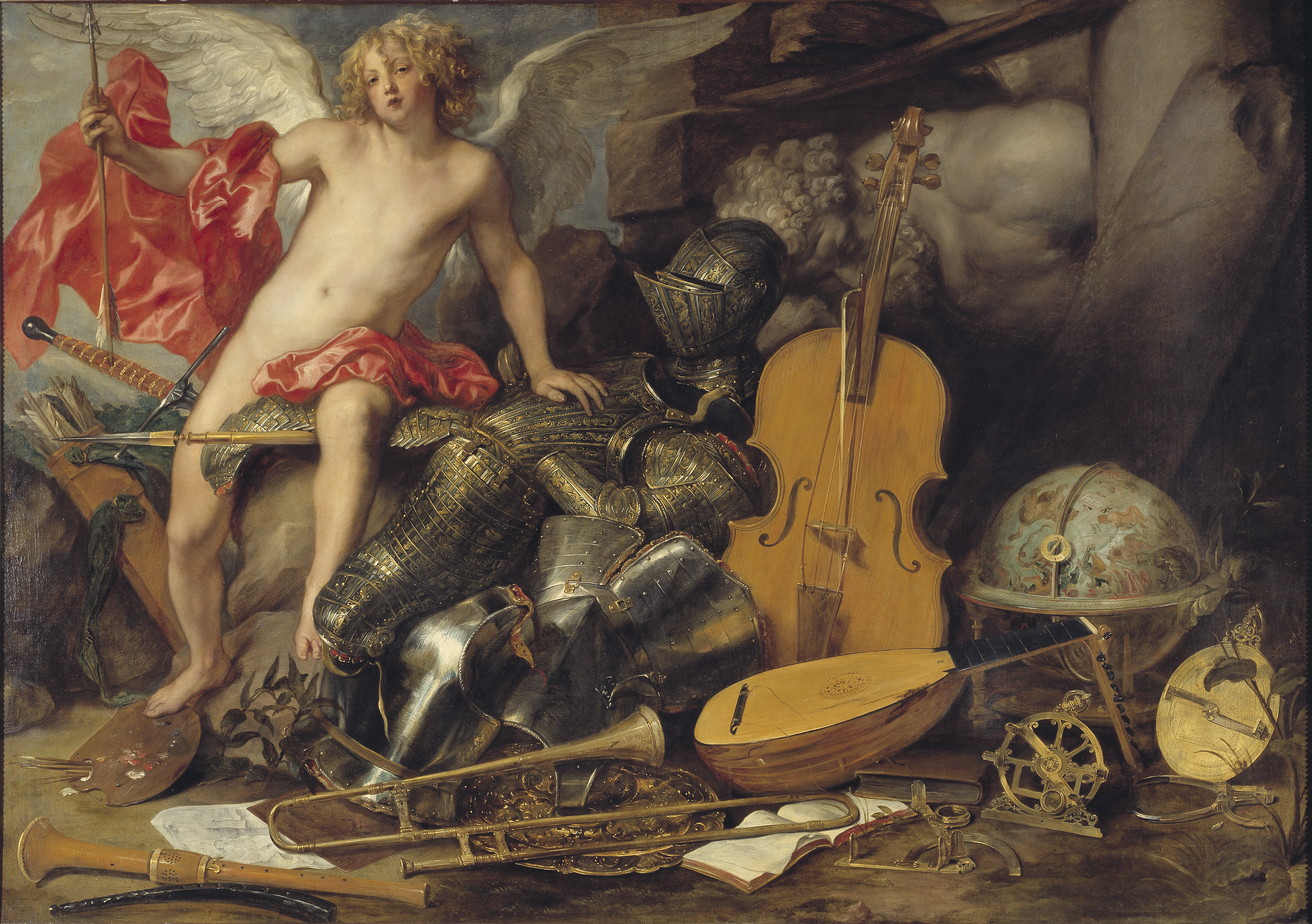
Томас Віллібортс Босхарт. Переможець Амур (між атрибутами війни і миру), Національний музей Швеції, Стокгольм.

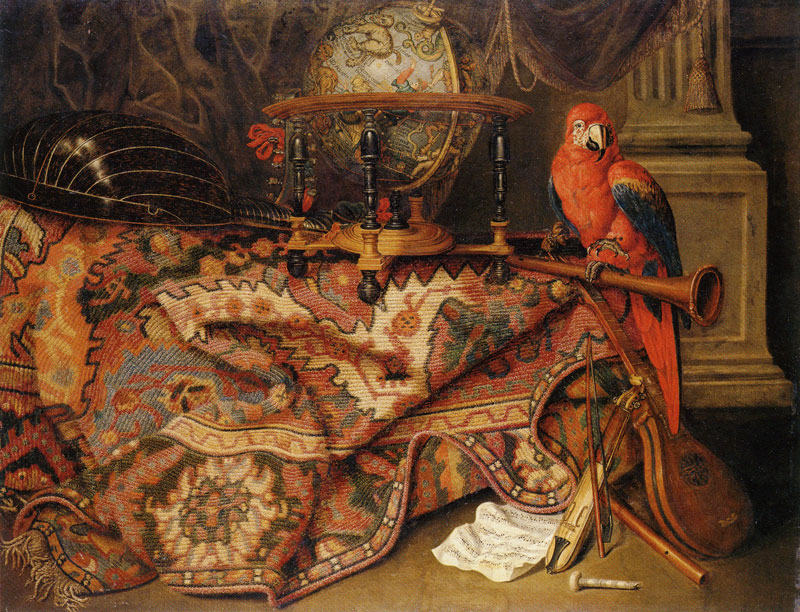
Віллем Габрон. «Музичні інструменти, папуга і азійський килим»

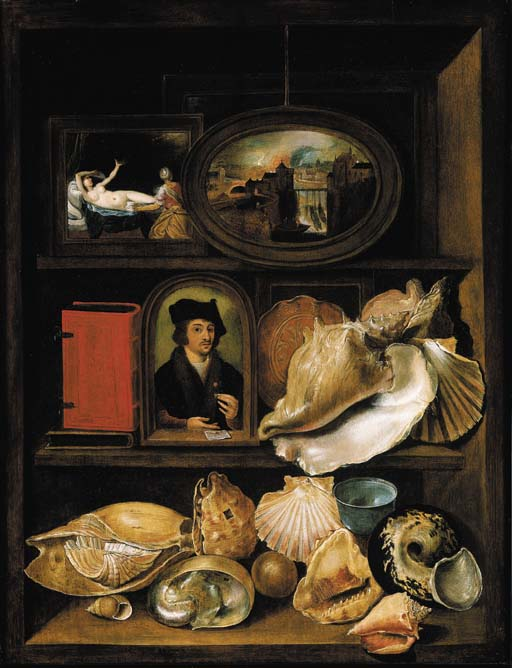
Ієронімус Франкен молодший (Антверпен 1578–1623), «Кабінетна поличка ї мініатюрним живописом, кигою та мушлями», Сотбі. 2001
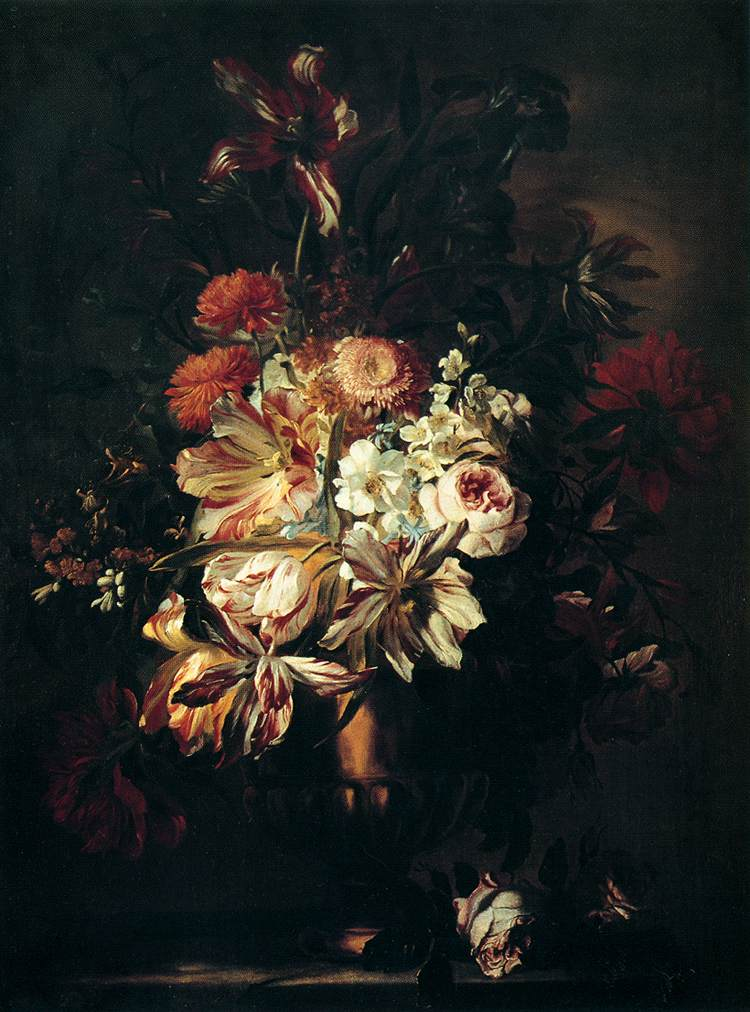
Абрахам Брейгель. «Натюрморт з квітами на стільниці», 1670 р.
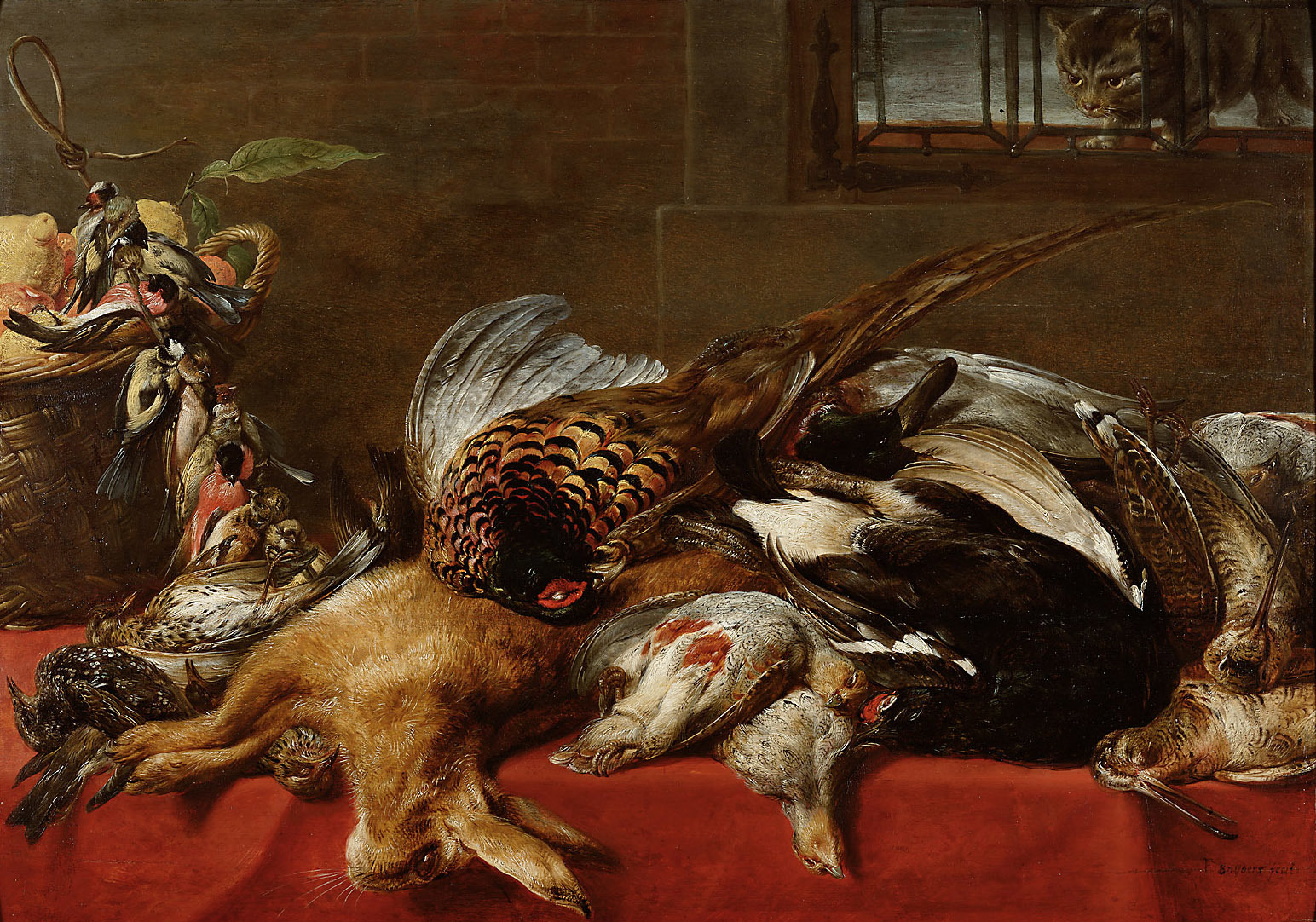
Франс Снейдерс. «Мисливський натюрморт», до 1650 р.
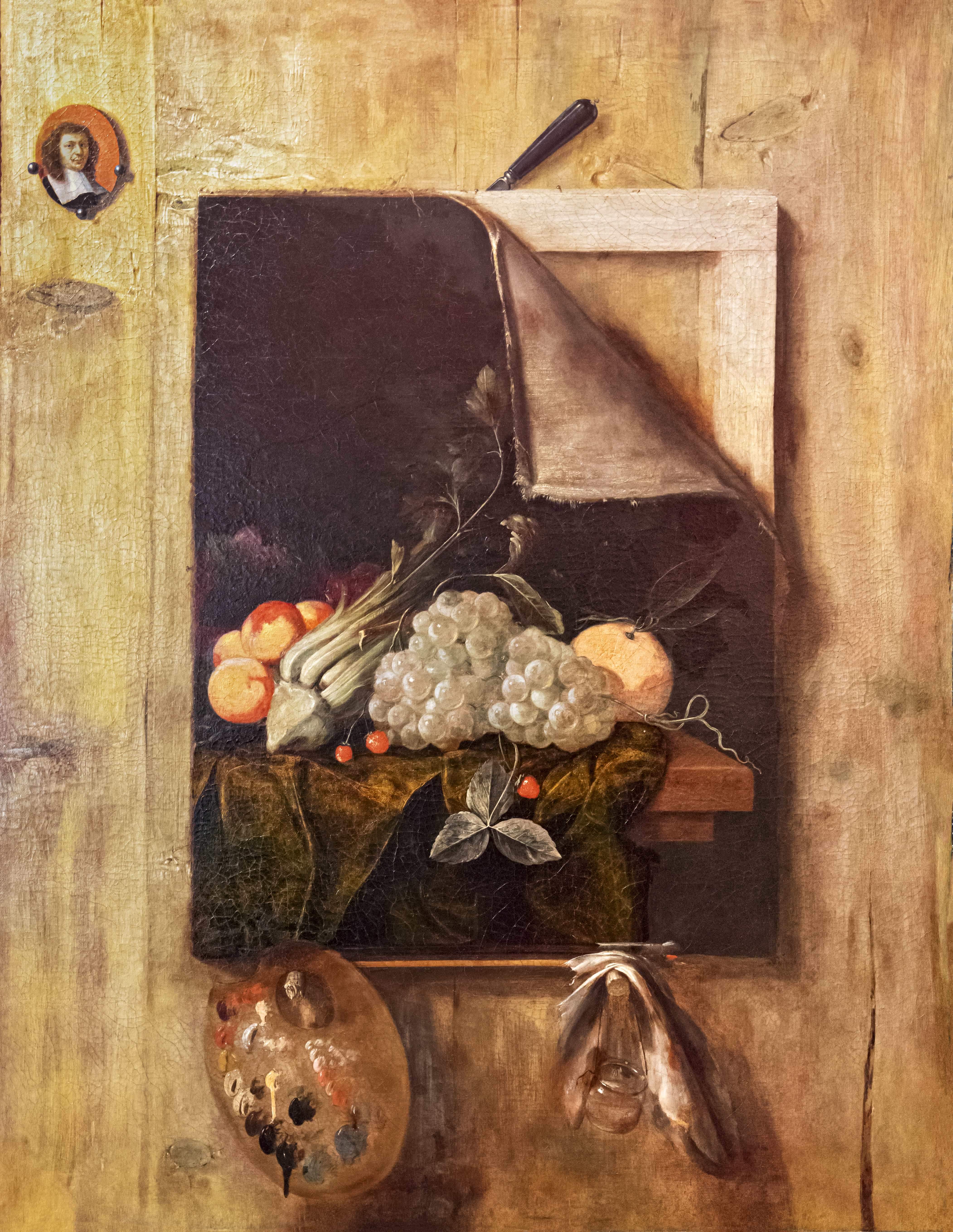
Корнеліс Гісбрехтс. «Марнота марнот», 1663 р., Національна галерея (Прага)
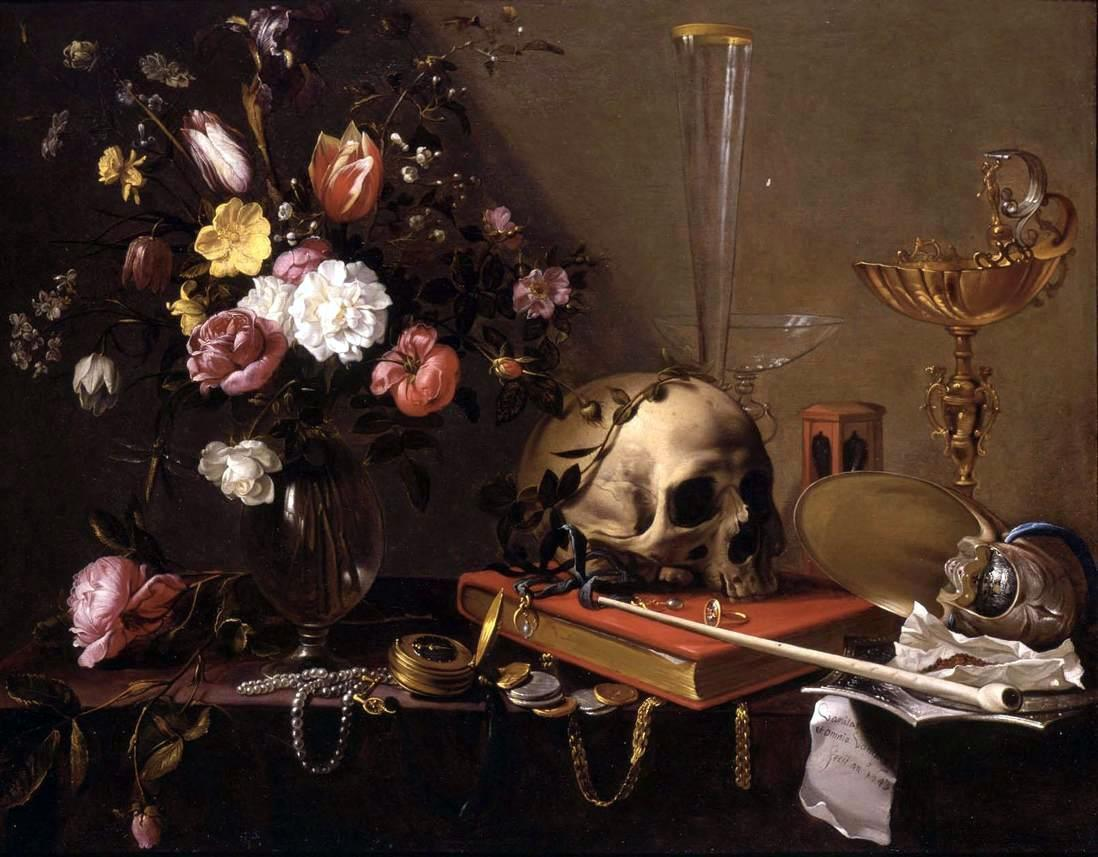
Адріан ван Утрехт. «Квіти, череп і посуд», або «Марнота марнот»
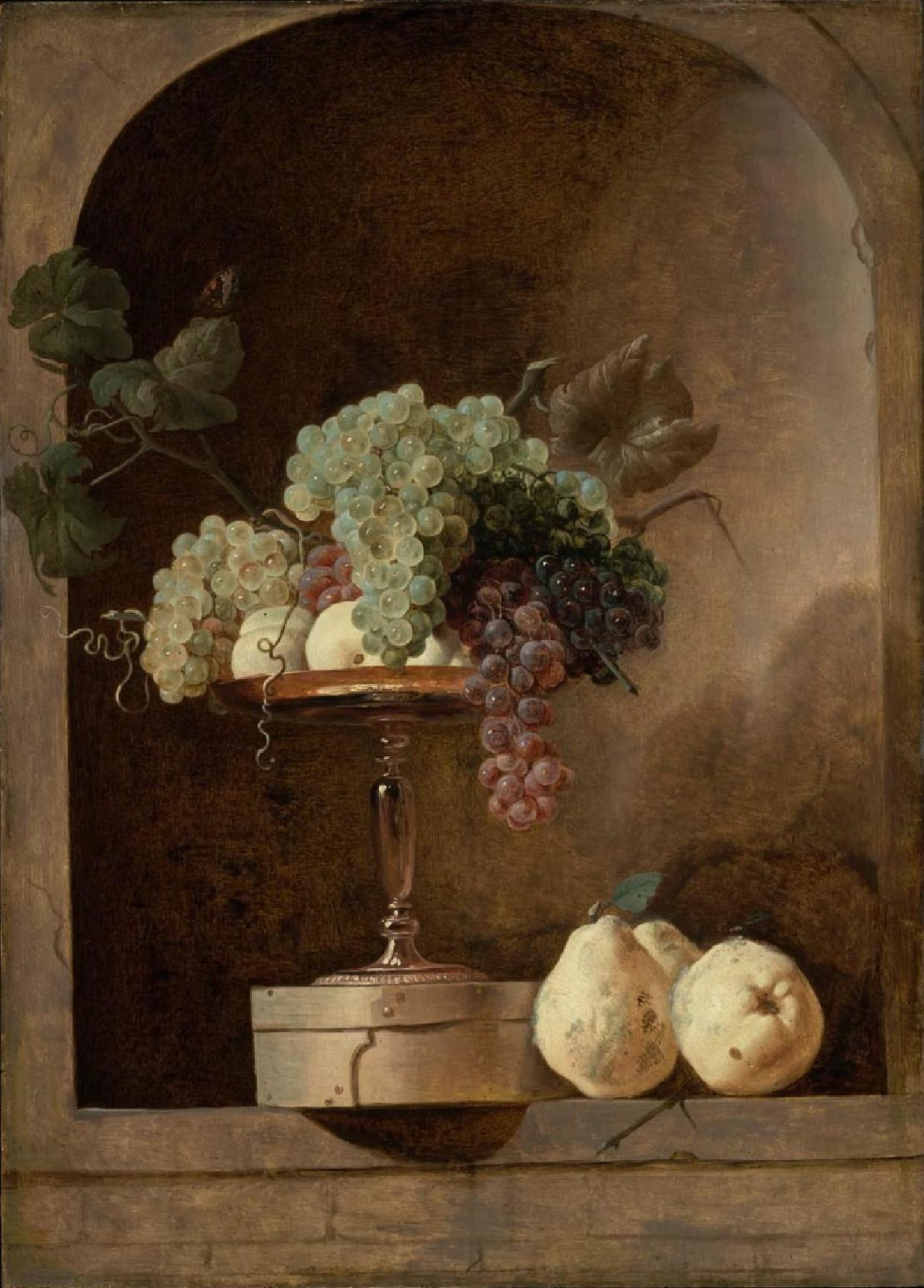
Франс Снейдерс. «Фрукти в скляній вазі у ніші»

### Парадний портрет

Антоніс ван Дейк. «Ізабелла Брант», перша дружина П. П. Рубенса. Сполучені Штати.

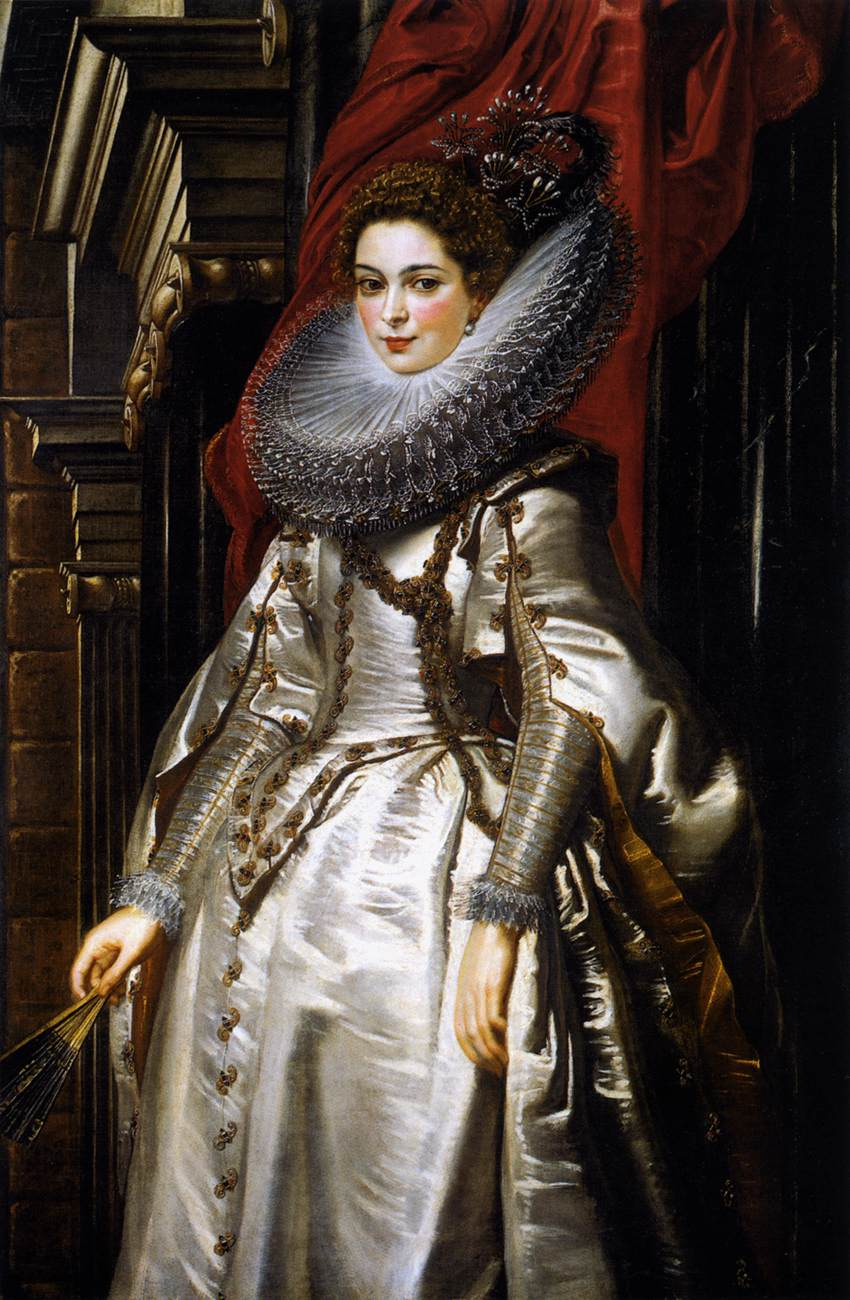
П.П. Рубенс. «Маркіза Брігіда Спінола Доріа», 1606 р.
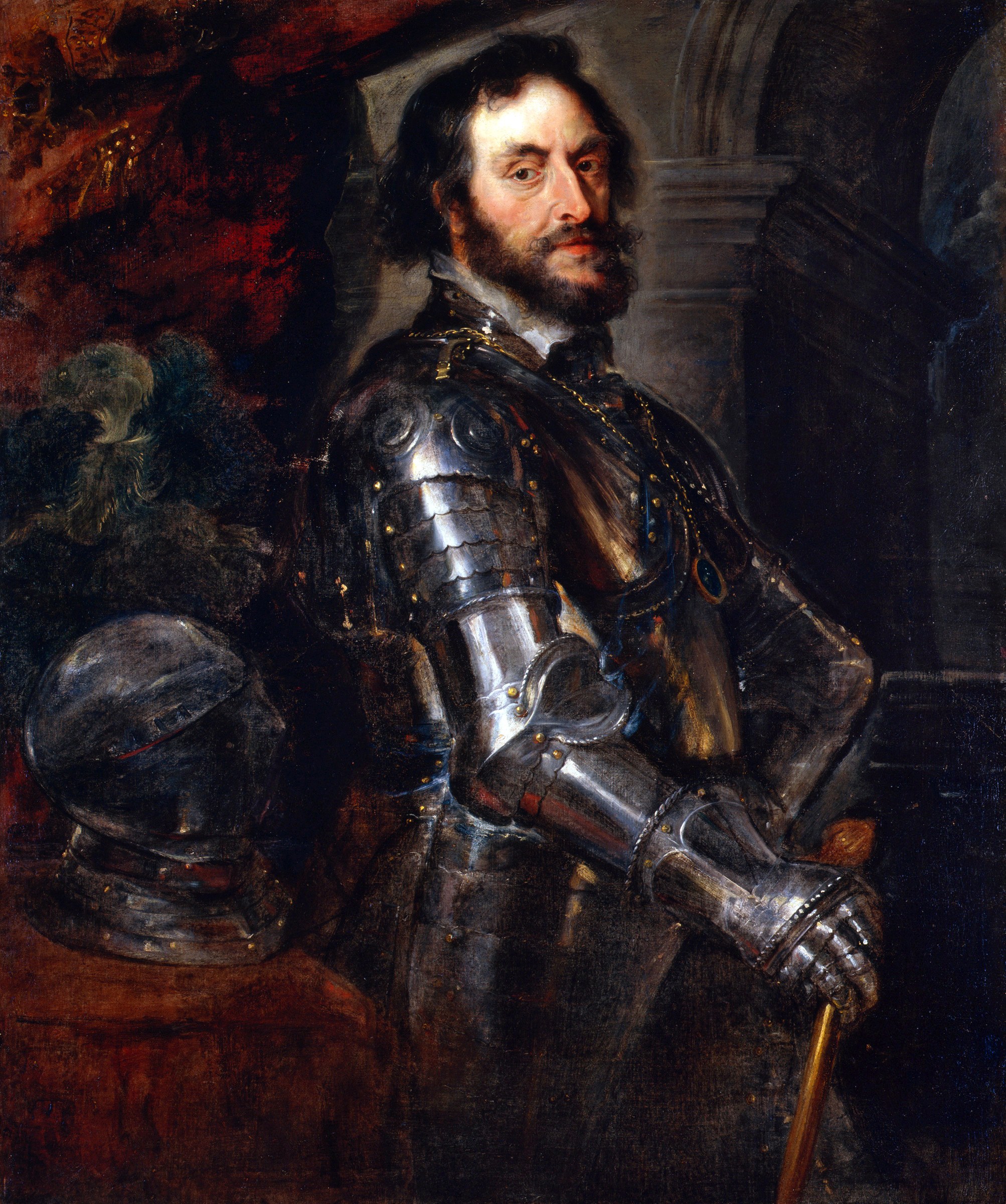
П.П. Рубенс. «Томас Говард, граф Арундел», 1630 р., Музей Гарднер, Бостон.
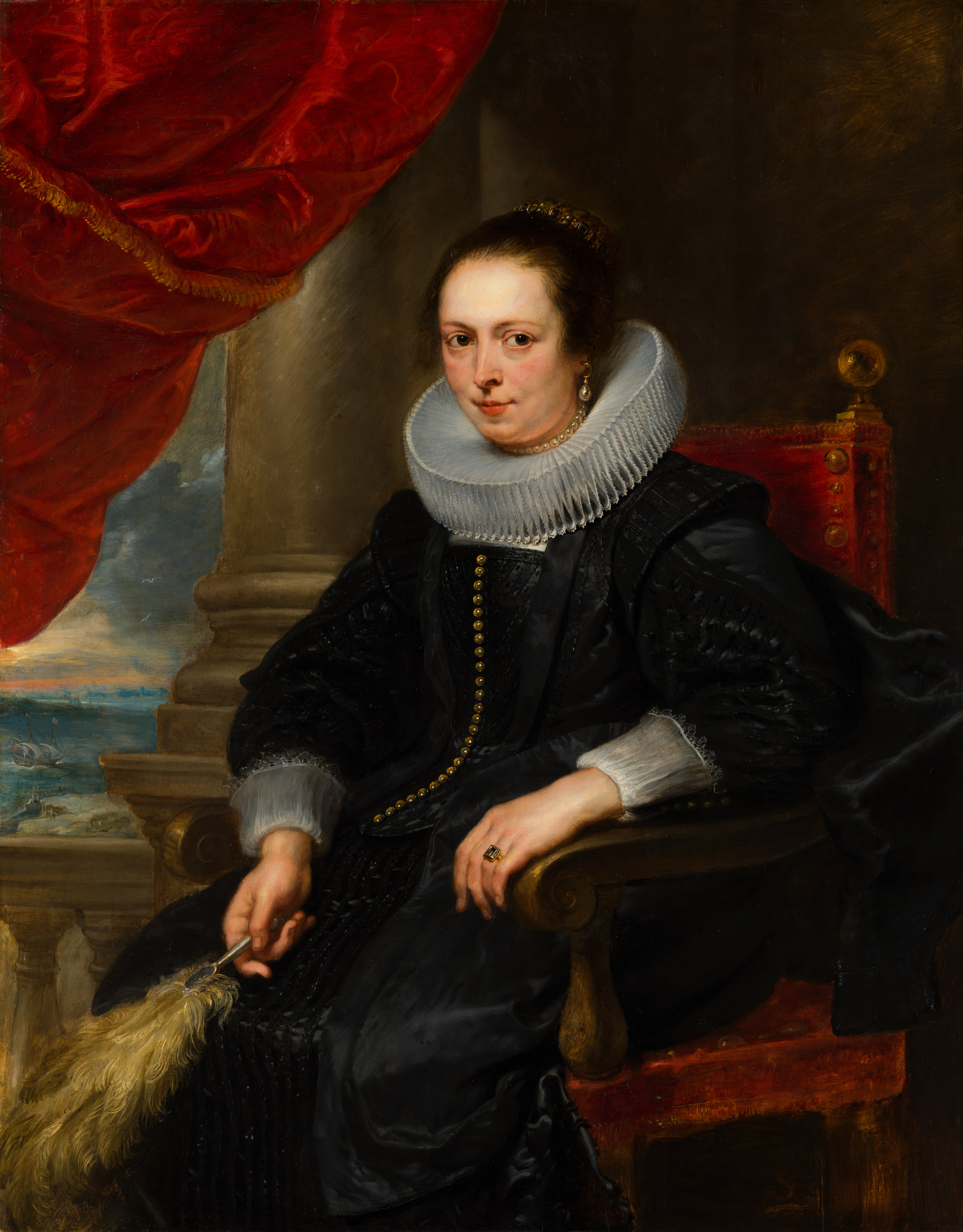
П.П. Рубенс. «Портрет невідомої пані в кріслі», 1630 р.

## Скульптура

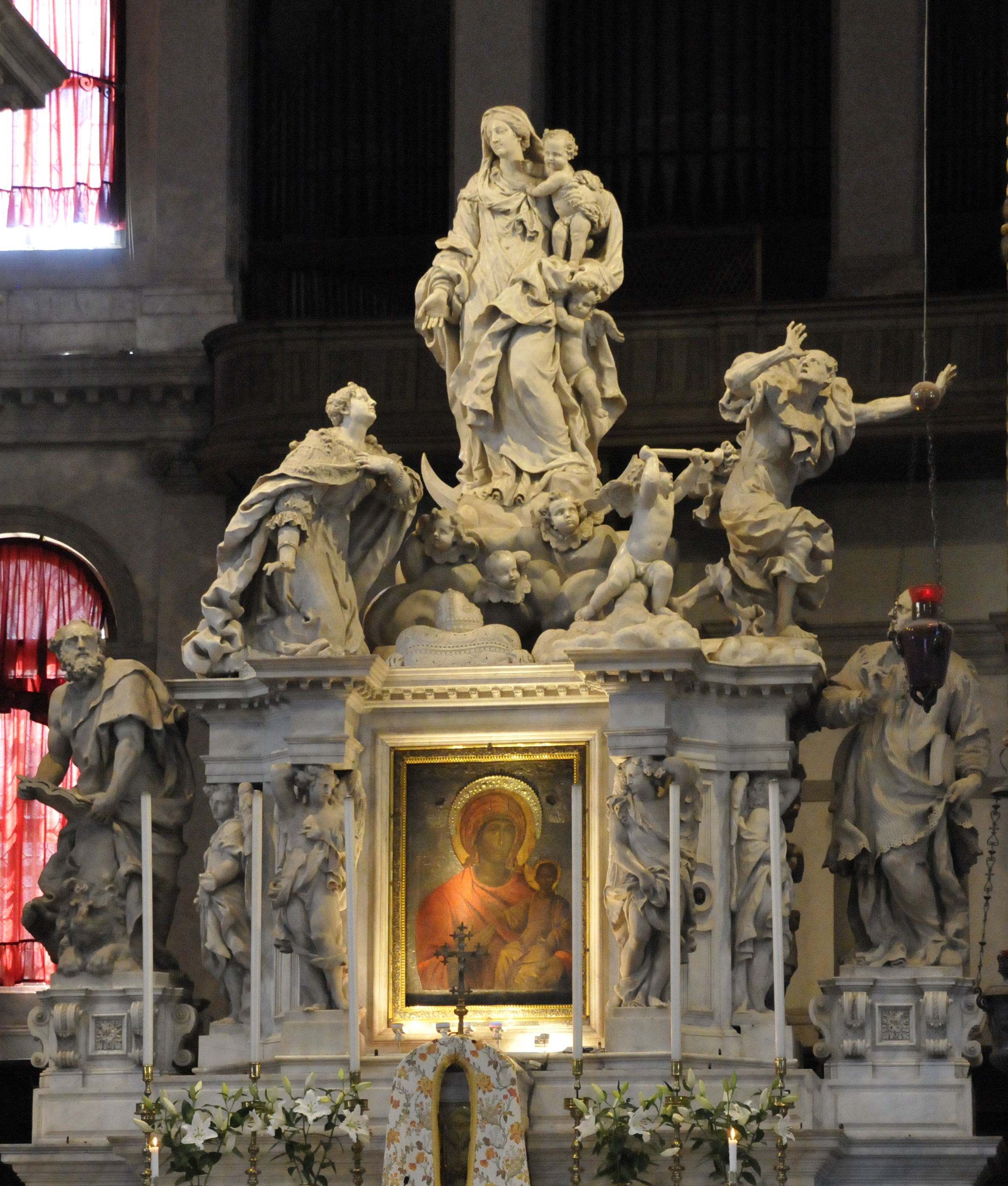
Ск. Джусто Лекур. Собор Санта-Марія делла Салюте, Великий вівтар в подяку Богородиці за визволення від чуми, Венеція.

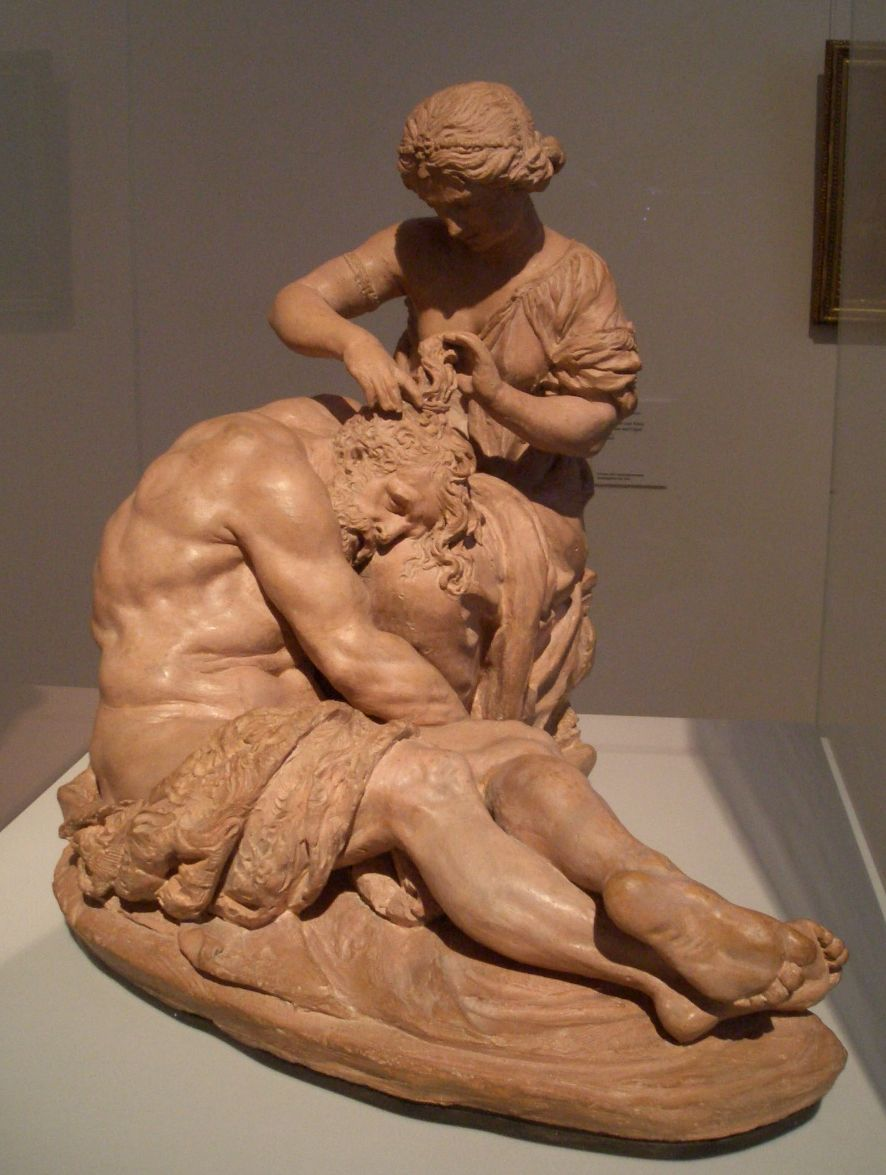
Артус Квеллінус старший. «Самсон і Даліла», теракота, 1640 р., Берлін.

Скульптура Південних Нідерландів 17 ст. розвивалась в межах загального розвитку барокового мистецтва разом з архітектурою, навіть залежною від неї. Але була переважно сакральною, меморіальною, тісно пов'язаною з католицькою церквою, головним замовником капіталоємної галузі мистецтва. Звідси численні рельєфи і медальйони з біблійними сюжетами, барокові надгробки, вівтарі, катедри, різьблені лави і сповідальні (останні часто роблять у вигляді маленьких архітектурних споруд). Вівтарі декорують колонами і карнизами, контрастно поєднують різного кольору мармури, скульптуру і олійний живопис. Контрастна кольорова забарвленість логічно перейшла в пишні барокові надгробки різних типів. Вони стали настільки популярними, що замови на їх створення надходять від вельможних і королівських родин Данії, Австрійської імперії, низки німецьких князівств, від республіканської на той час Голландії. Політична і економічна криза примушує фламандських і валлонських скульпторів роками працювати за межами батьківщини і ставати мандрівними митцями.
Світська скульптура (в порівнянні з сакральною та меморіальною) мала невеликий відсоток. Найактивнішими в світській скульптурі були представники Брюссельської скульптурної школи (Жан ван Делен, П'єр ван Дево, Жан Козін, Антуан Пасторана, Корнель ван Нервен, Марк де Вос). Пітеру ван Дево пощастило деякий час працювати в Лондоні, бо він користувався прихильністю англійського короля Якова ІІ і створив там бронзовий монумент британському монарху.
Південні Нідерланди, економічно і культурно пов'язані з Італією, в скульптурі орієнтувались на представників римського бароко, особливо на манеру і знахідки Лоренцо Берніні. В стилістиці Берніні працювала більшість скульпторів Фландрії, що спричинило думки про вторинність барокової скульптури країни. Але фахівці визнають надзвичайно високий рівень скульптури XVII ст. в Південних Нідерландах, хоча вони і не дали особистостей рівня Лоренцо Берніні або Алессандро Альгарді. Про повне вживання в стилістику італійської барокової скульптури свідчать твори Франсуа Дюкенуа (що успішно працював в Ватикані) та скульптурні роботі Джусто Лекура (що став своїм в місті Венеції, де жив і помер.)
Традиції національного мистецтва XVI століття розвивав в новій стилістиці Пітер Пауль Рубенс. Він діяльно підтримував замовами чи залученням до замов цілу армію національних митців, що зналися на різьбі та обробці слонової кістки, дерева, вапняку, білого, синього і чорного мармуру. Відомі випадки створення Рубенсом ескізів, проектів і малюнків до нових рельєфів і скульптур. Їх роками використовували другорядні скульптори і ремісники як за життя, так і після смерті Рубенса. Виникають цілі скульптурні династії чи скульптурні майстерні, що працюють не тільки у відомих мистецьких центрах в Брюсселі чи Антверпені, а й в Мехелені та інших провінційних містах. Уславились митці родини Квеллінус (або Квеллін), художників, декораторів і скульпторів. Риси універсальної обдарованості і майстерність дозволяють скульпторам Південних Нідерландів легко переходити від портретних творів до меморіальної пластики, від алегоричних фігур надгробків до садово-паркової скульптури. Широту діапазону власного обдарування демонстрував скульптор Ромбоут Верхюльст (1624—1698).

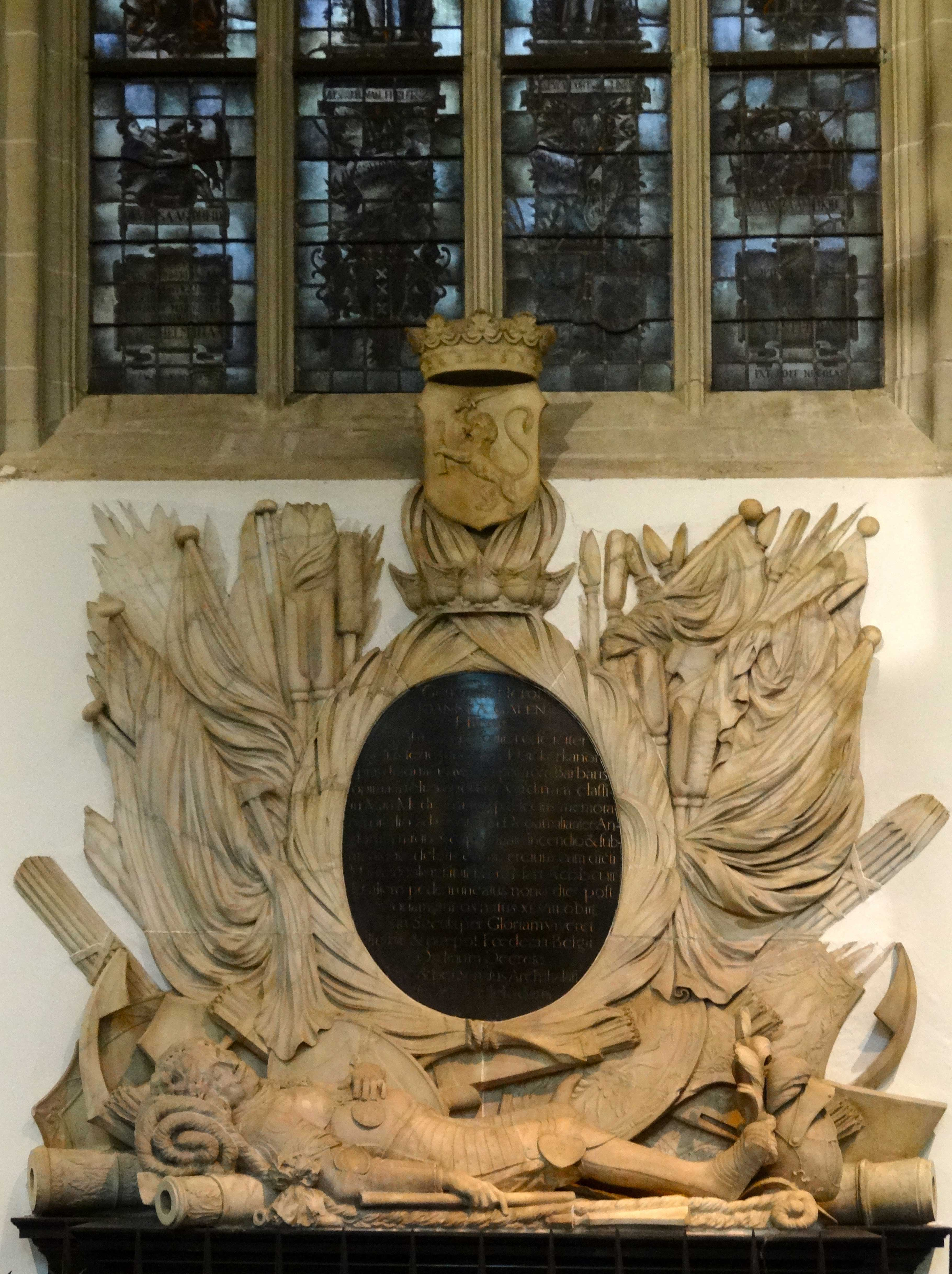
Ромбоут Верхюльст. «Надгробок Яна ван Ґалена», Нова церква, Амстердам.

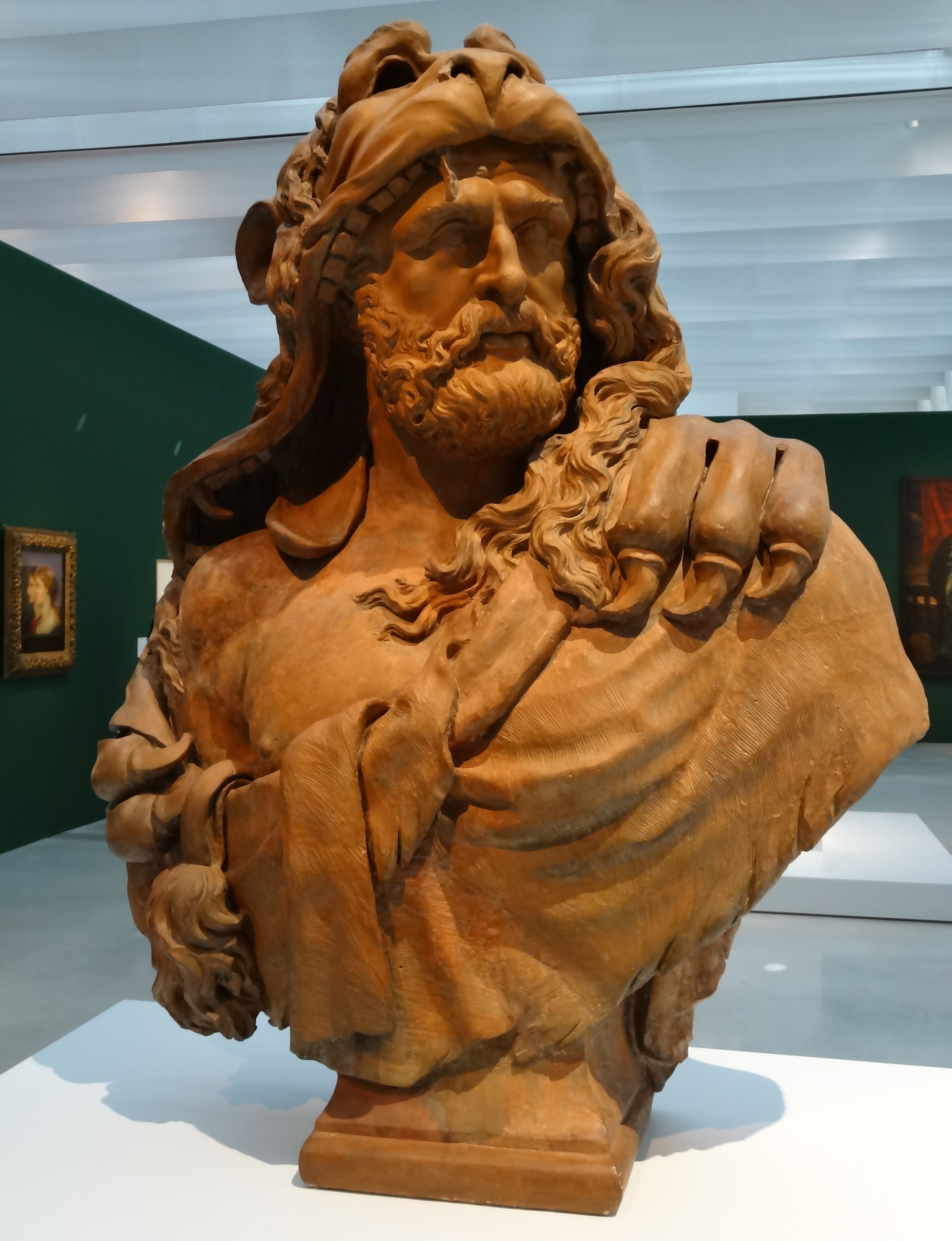
Лукас Файдерб. «Геркулес», терракота, Музей Вікторії й Альберта, Лондон
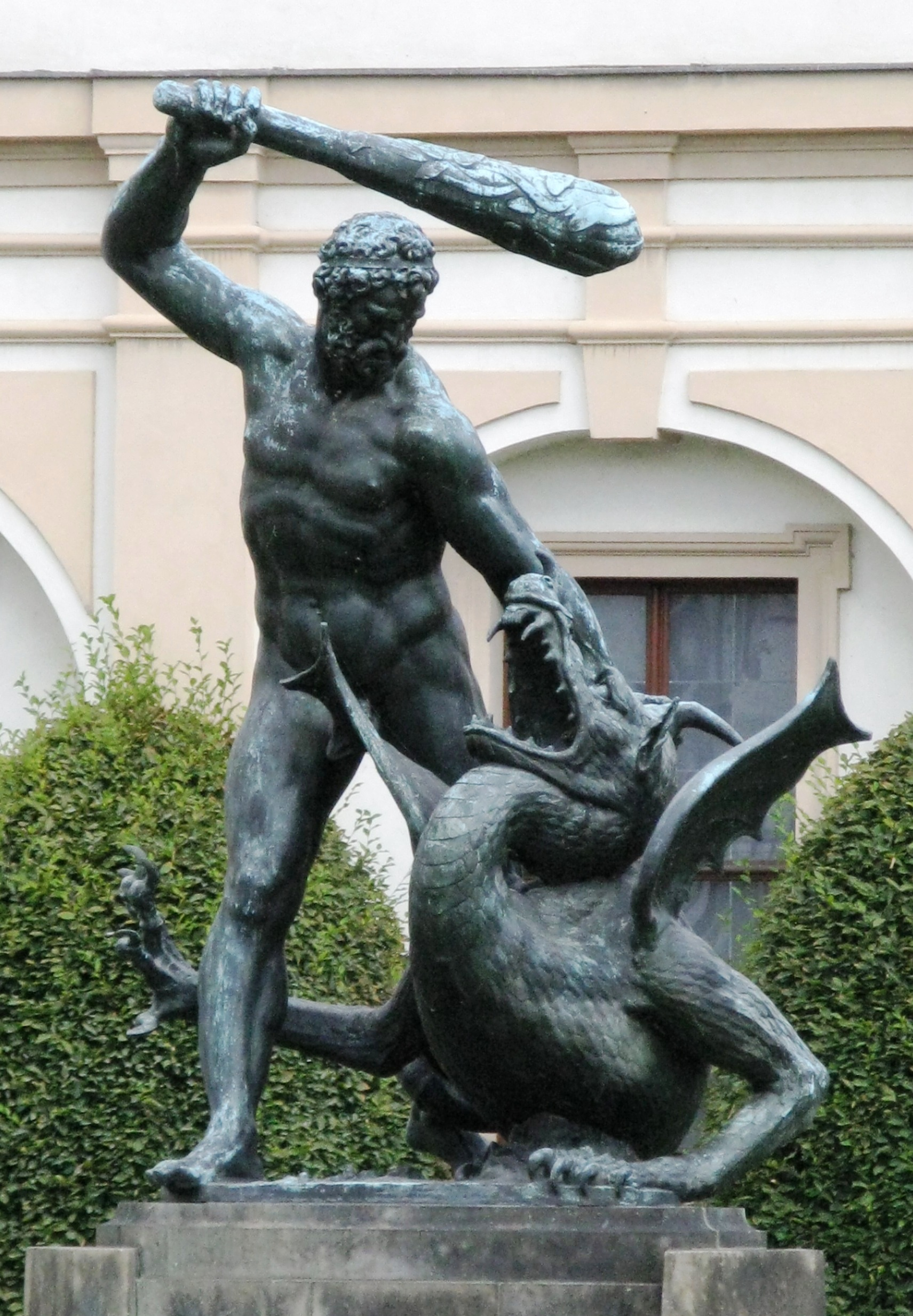
Адріан де Вріс. «Геракл і Лернейська гідра»
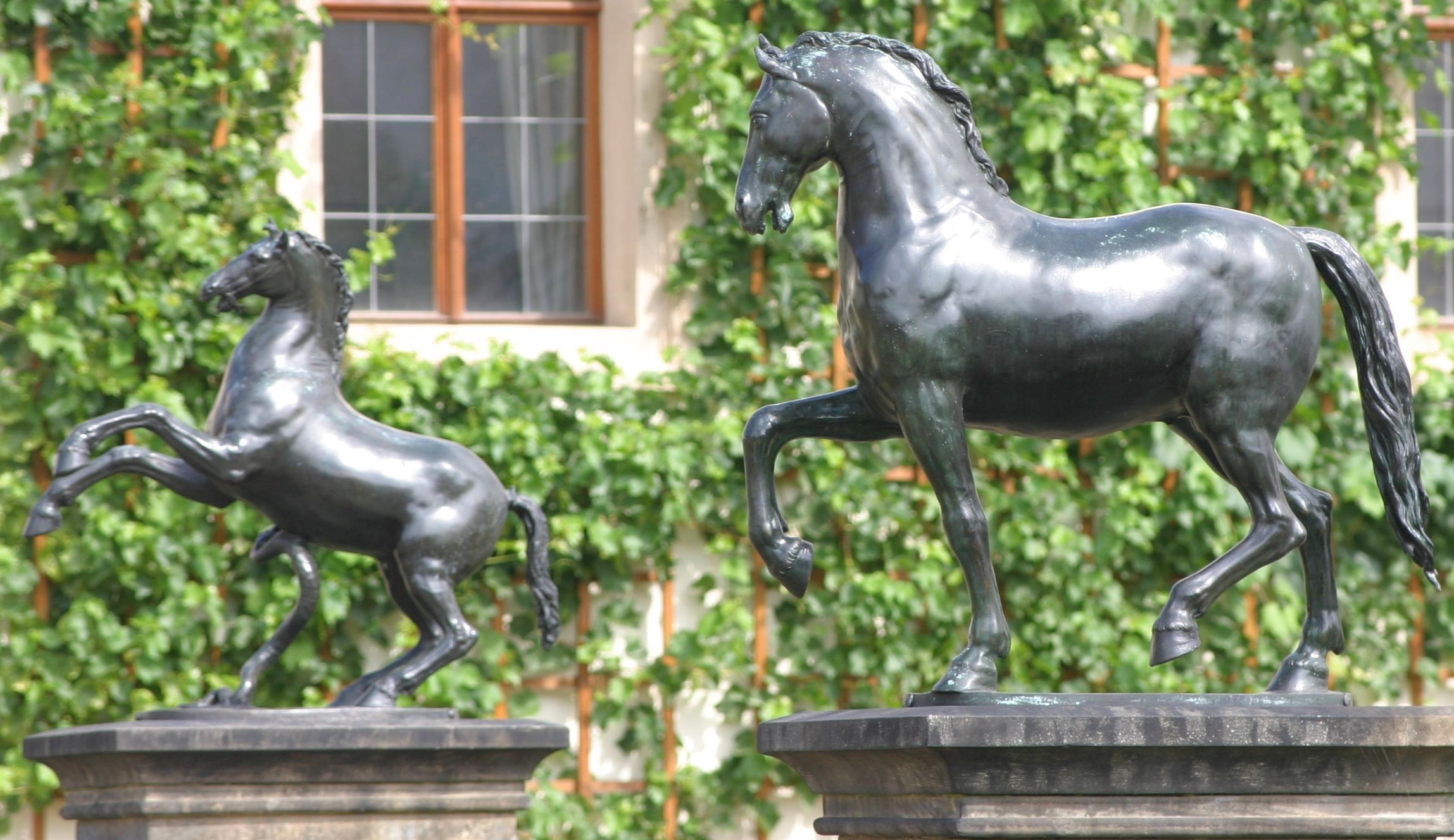
Адріан де Вріс. «Коні»
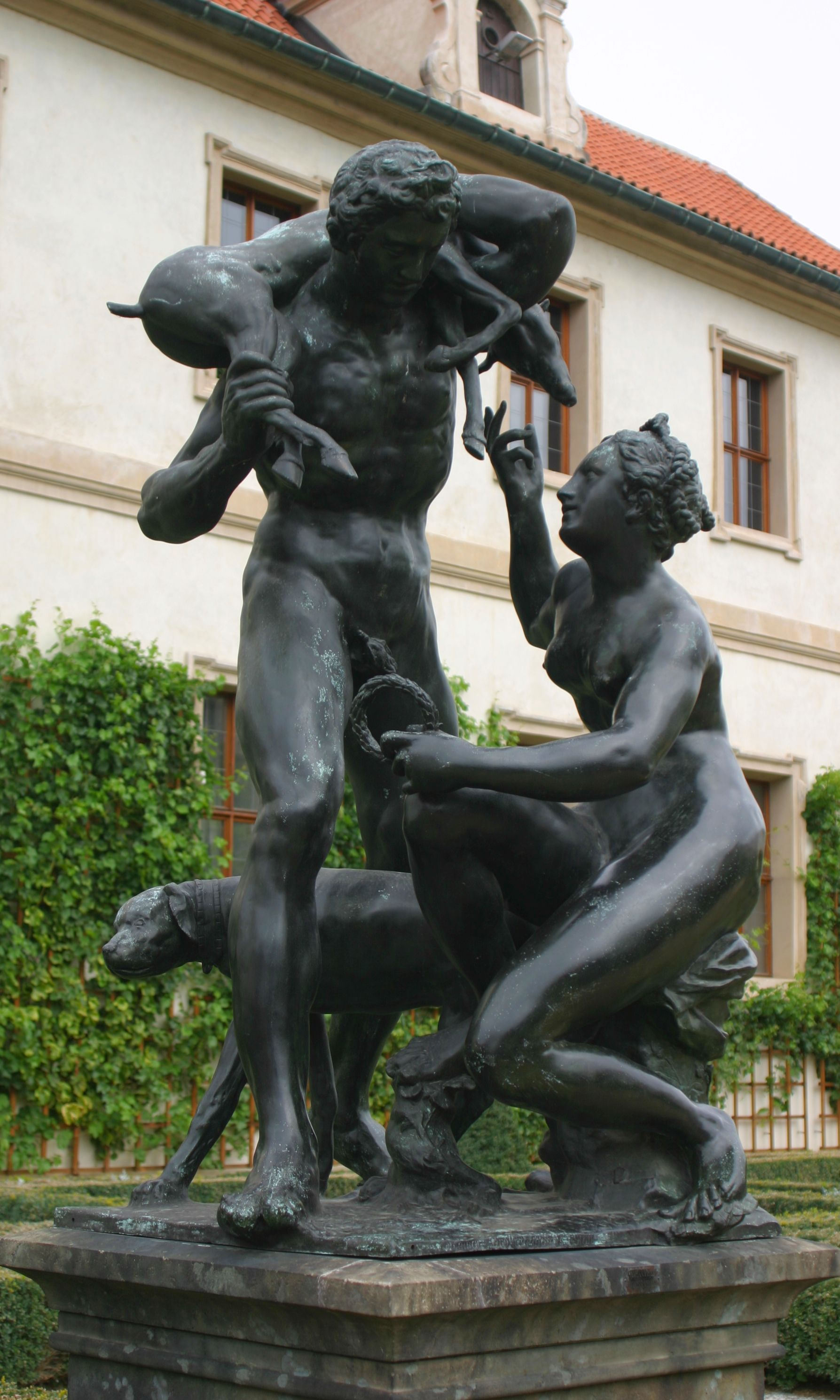
Адріан де Вріс. «Венера і Адоніс»
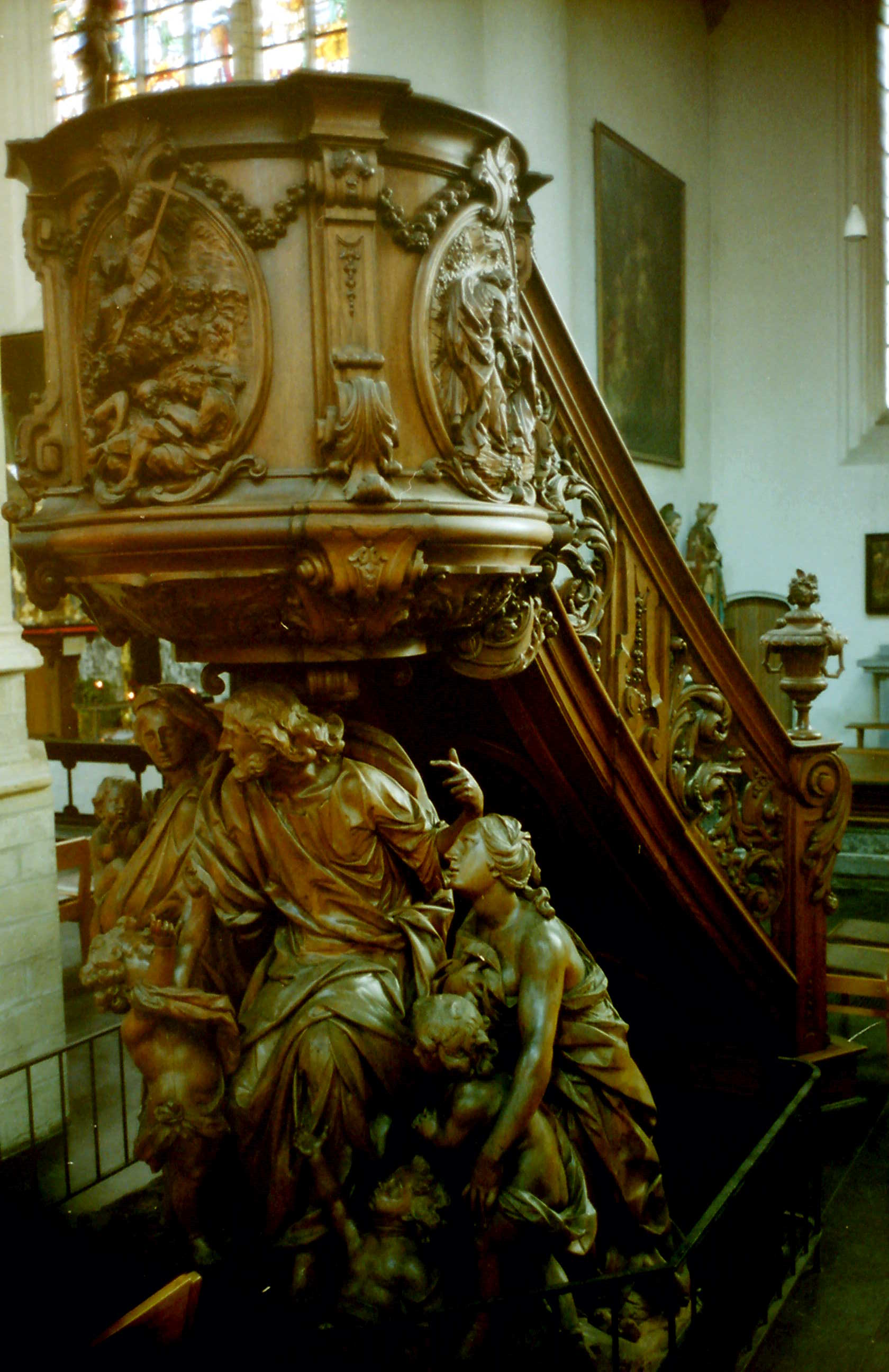
Церква Св. Катерини. Хогстратен, Бельгія.
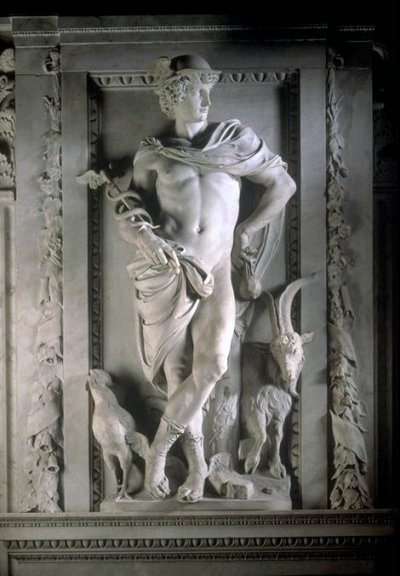
Ск. Артус Квеллінус Старший. Меркурій, ратуша міста Амстердам
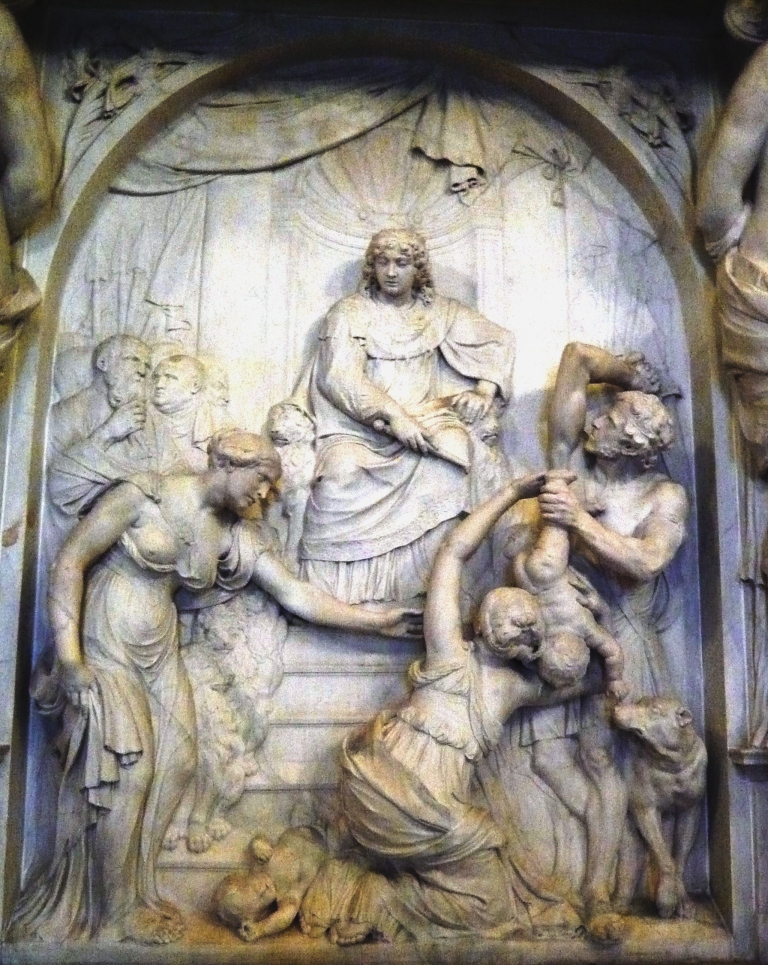
Ск. Артус Квеллінус Старший. Рельєф «Суд царя Соломона»
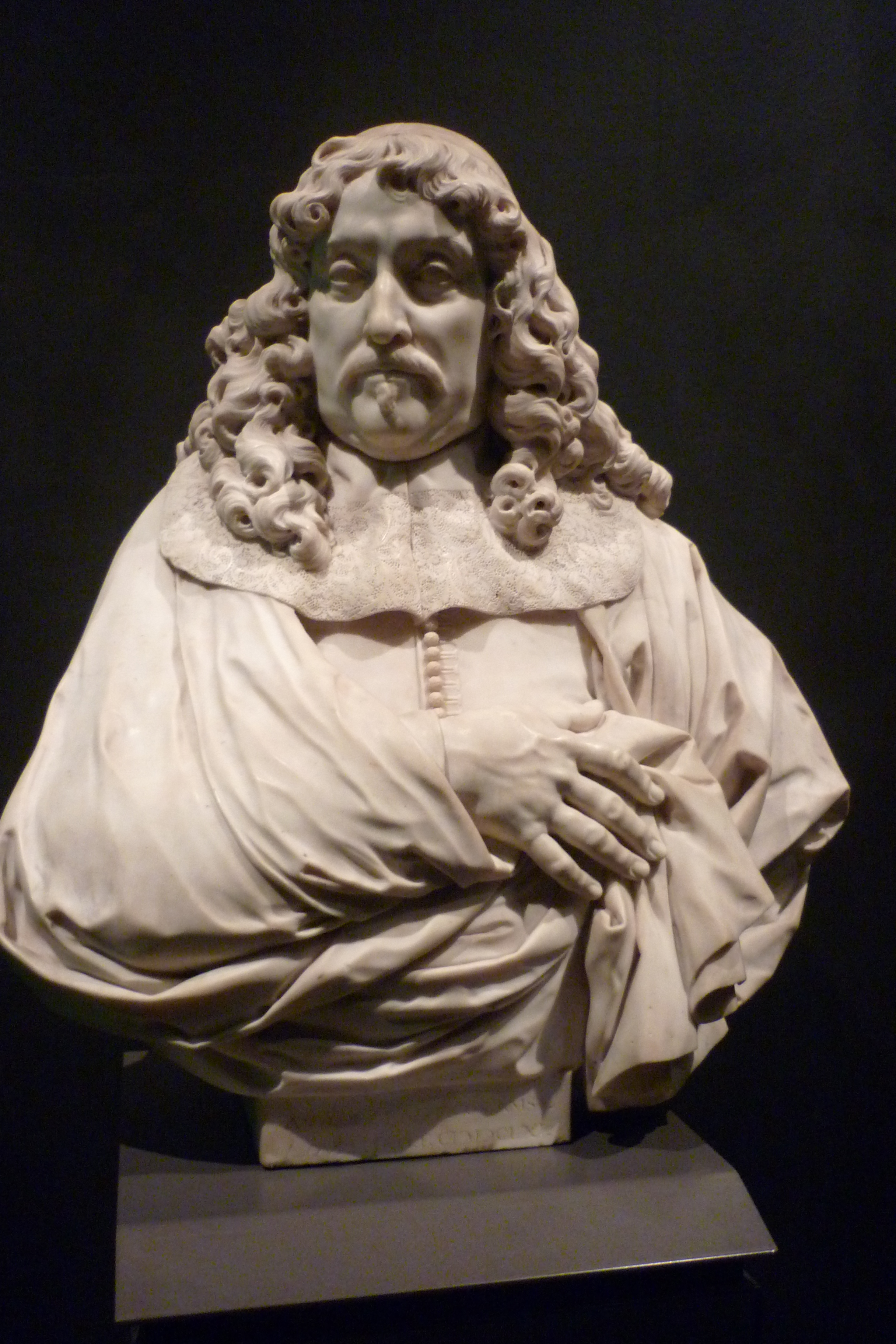
Ск. Артус Квеллінус Старший. Ендріс де Греф, Державний музей (Амстердам)
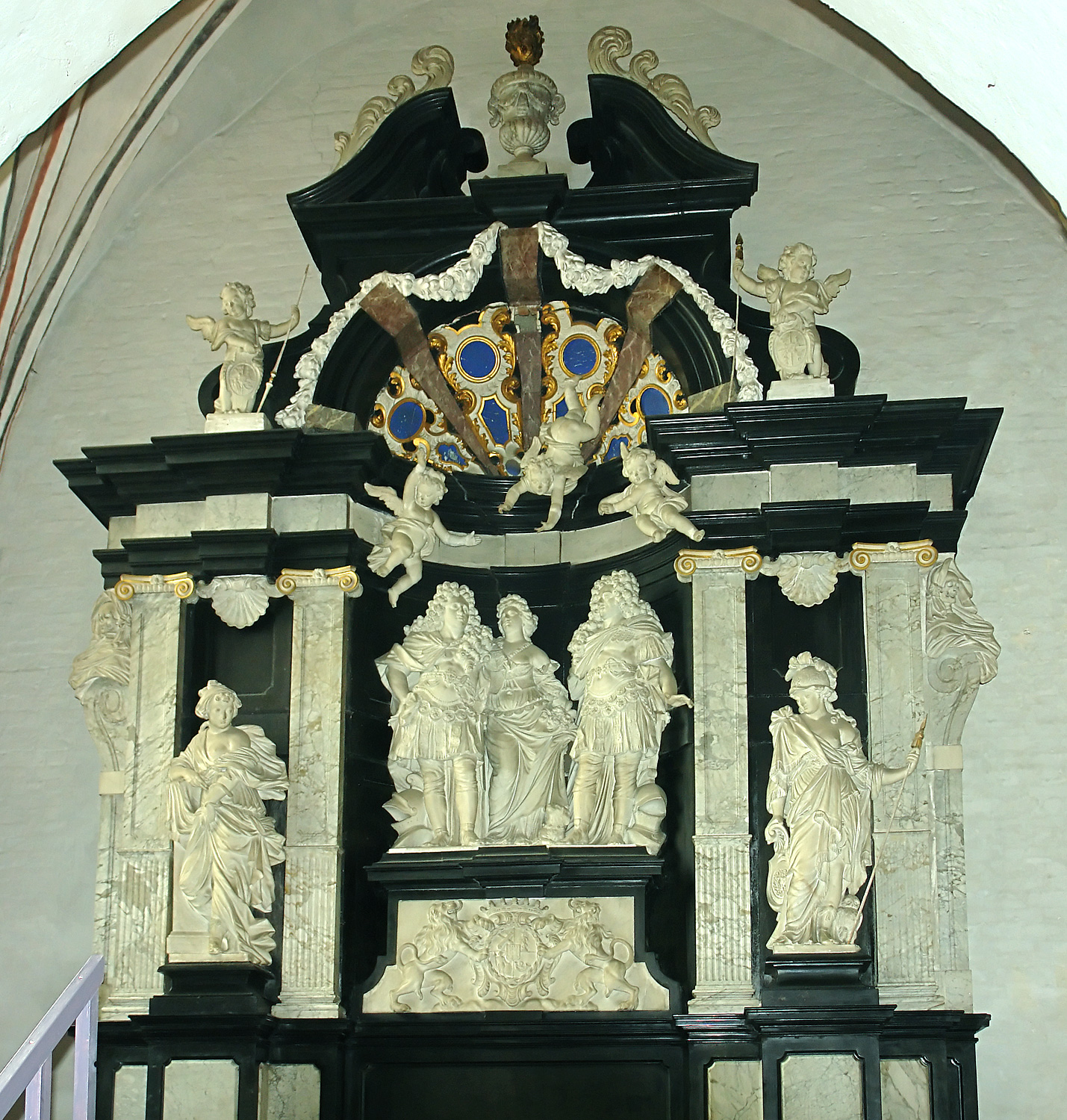
Томас Квеллінус, надгробок Константина Марселіса
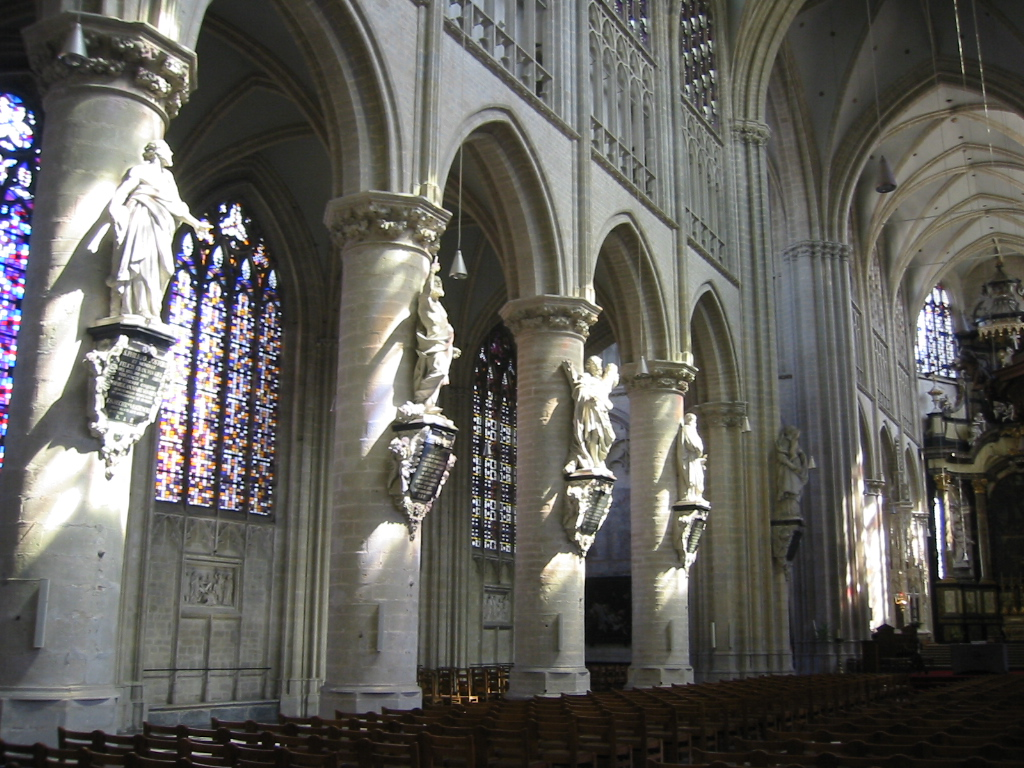
Мехелен, церква Діви Марії, інтер'єр.
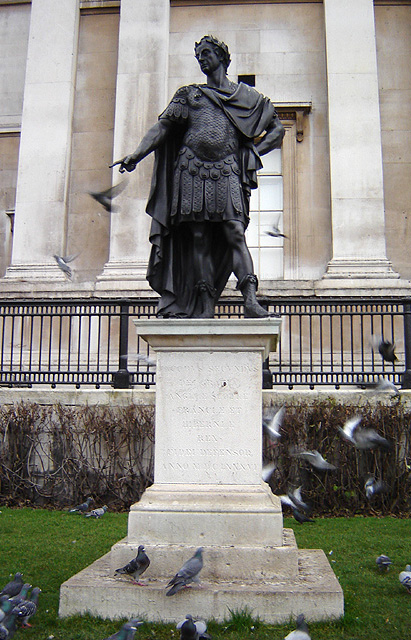
Скульптор Питер ван Дево(Peter Van Dievoet ), Монумент королю Якову ІІ в Лондоні.
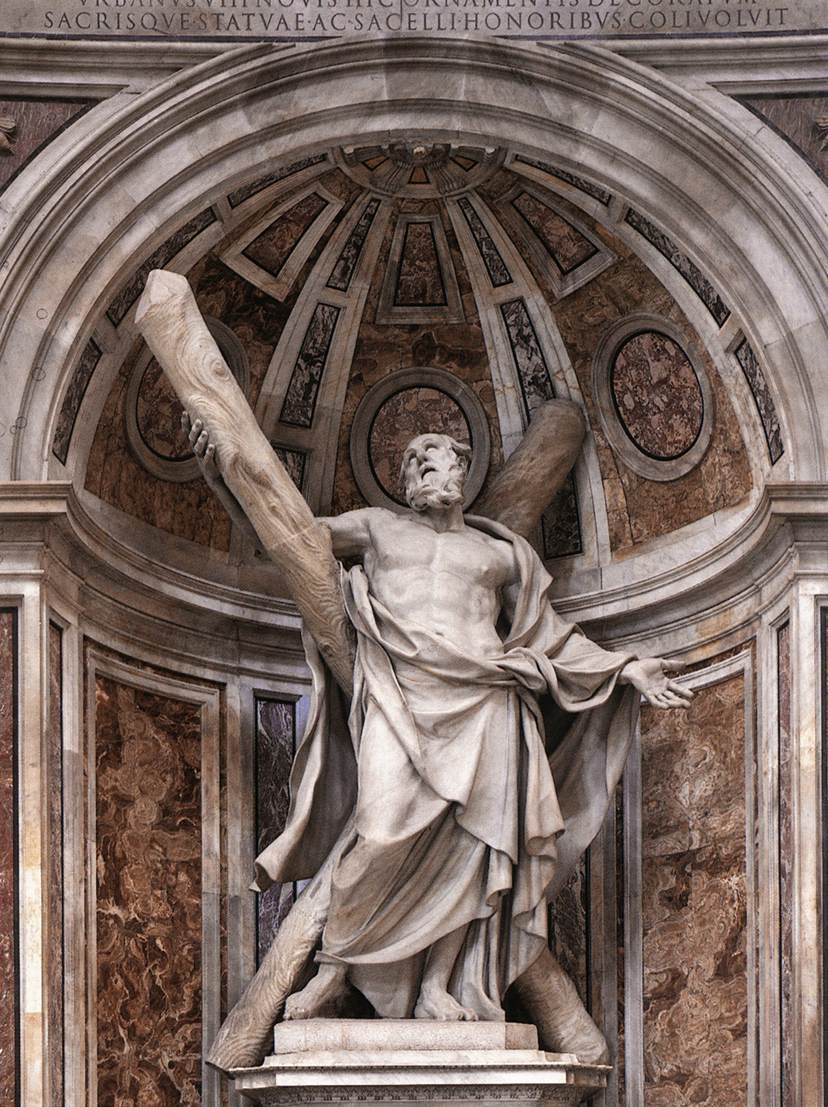
Франсуа Дюкенуа. Св. Андрій Першозваний, Ватикан.
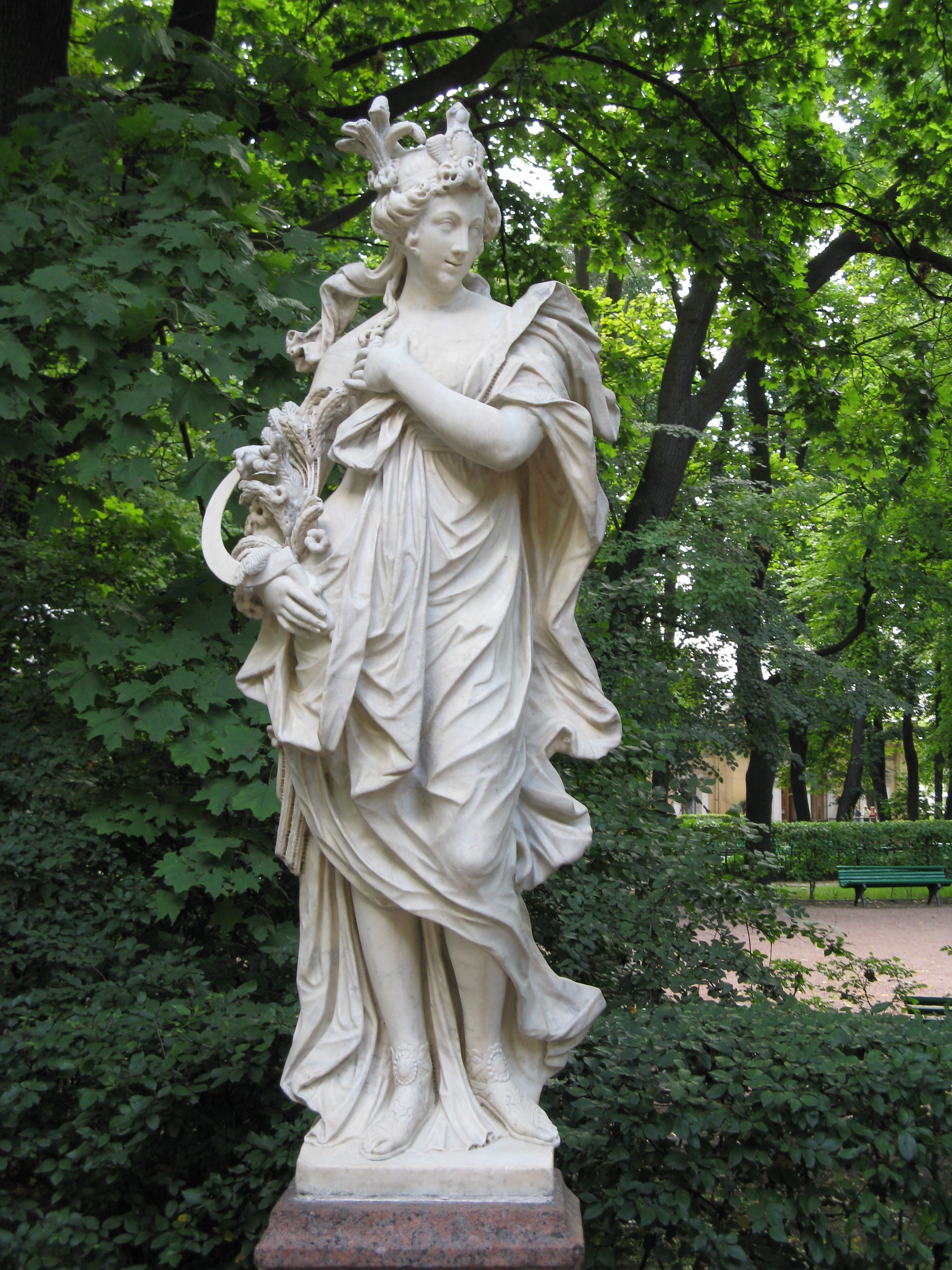
Томас Квеллінус, богиня Церера.
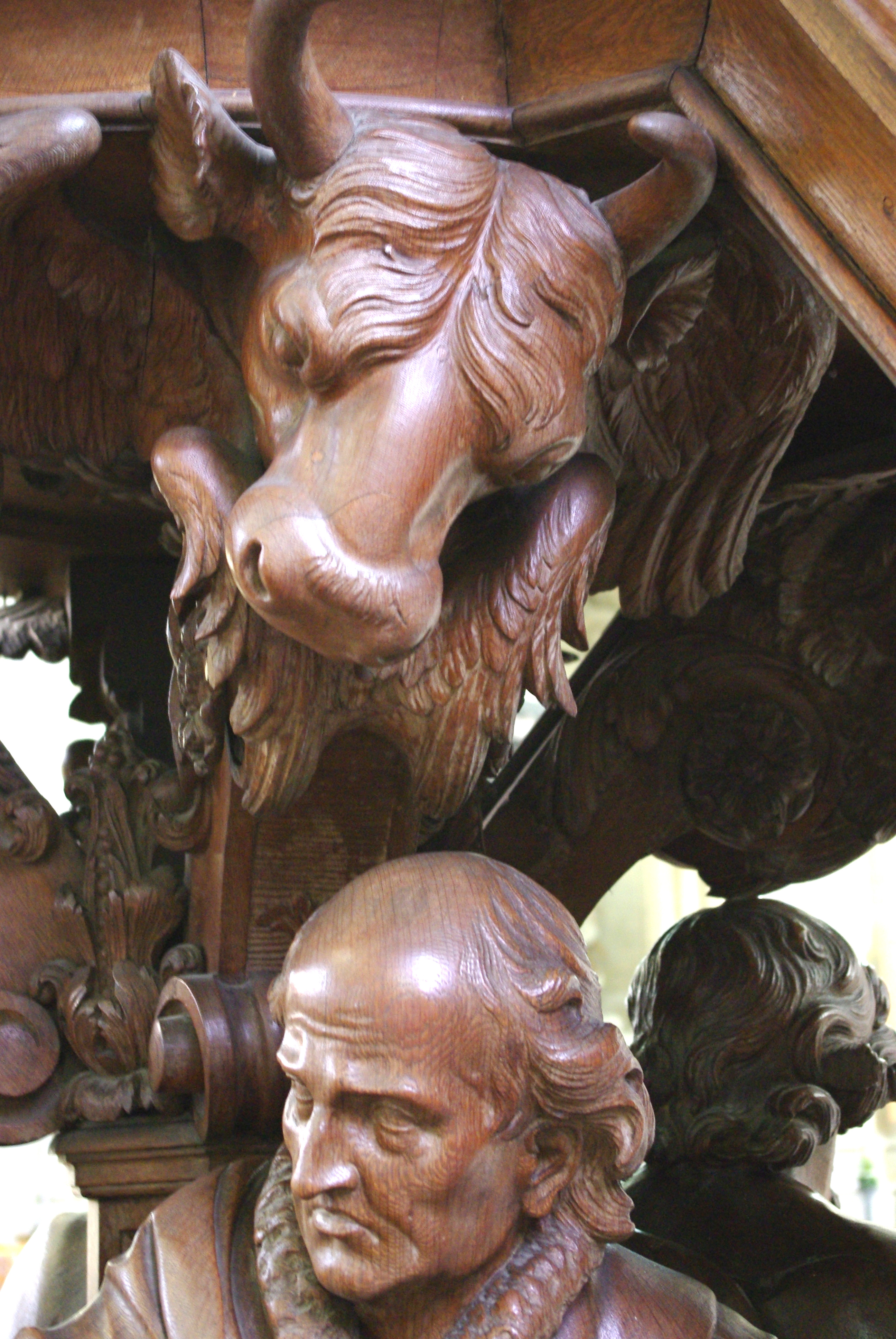
Євангеліст Лука. Деталь катедри
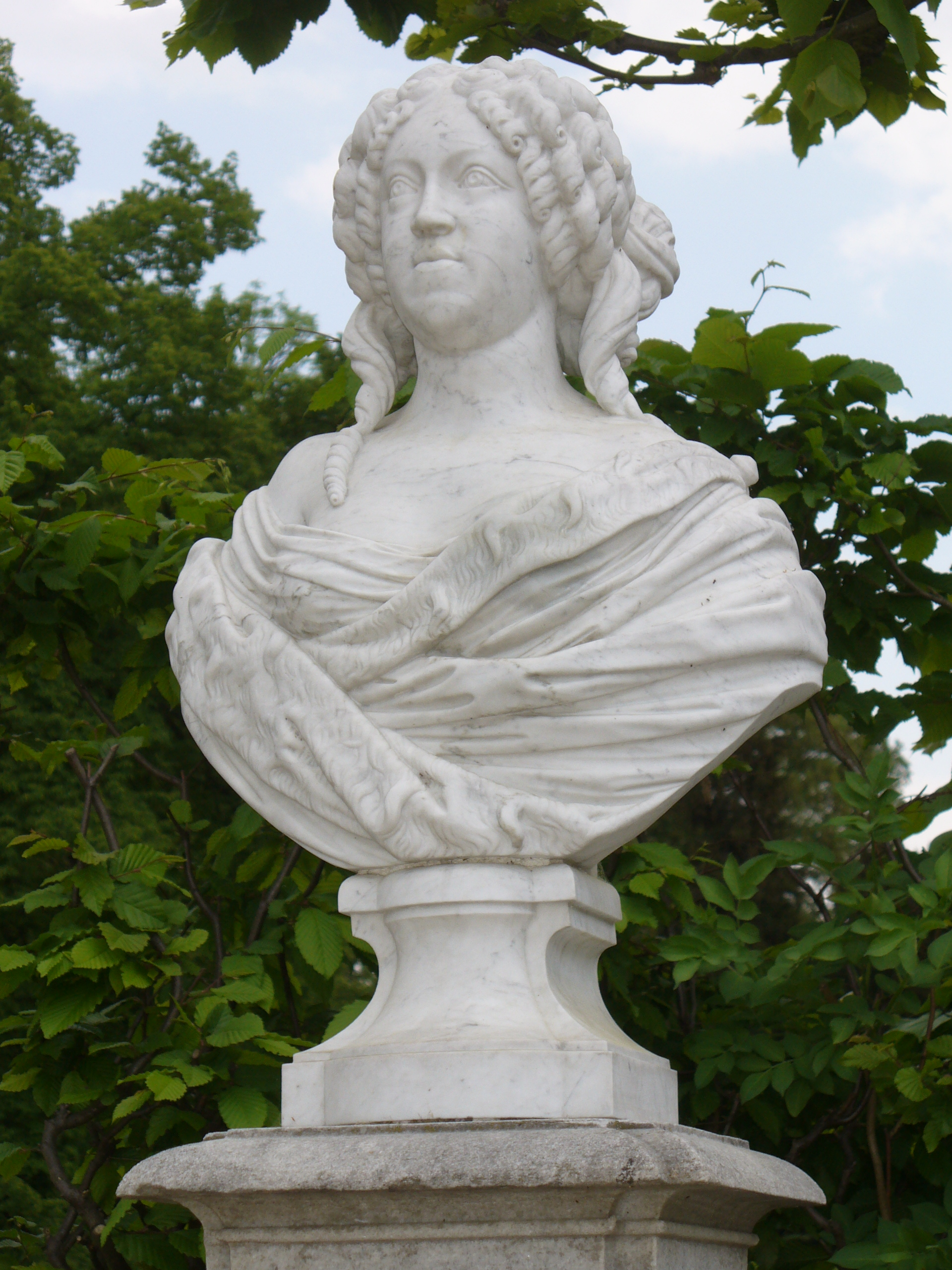
Ск. Франсуа Дюссар. Погруддя принцеси Марі Оранської, Сан-Сусі, 1647

Низка фламандських майстрів працює за межами Іспанських на той час Нідерландів. Серед них:
- Адріан де Вріс (Adriaen de Vries, 1545—1626), що працював в Італії і при дворі імператора Рудольфа ІІ в місті Прага
- Франсуа Дюкенуа(François Duquesnoy, 1597—1643), роками працював в Італії
- Франсуа Дюссар (François Dieussart, 1600—1661), учень Франсуа Дюкенуа, працював в Англії у графа-католика Арундела
- Джусто Лекур (Giusto Le Court, 1627—1679), жив і працював в Венеції
- Жерар ван Опстал(Gérard Van Opstal, 1594—1668), оселився в Парижі і став одним засновників Королівської академії живопису і скульптури.
- Жан ван Делен (Jean van Delen, 1640\46–1703), зять Луки Федерба, працював в Голландії, Німеччині, Італії.
- Питер ван Дево (Peter Van Dievoet, 1661—1729), працював в Лондоні.
- Томас Квеллінус (Thomas Quellinus, 1661—1709)в країнах Північної Європи.

## Ужиткове мистецтво

### Мереживо

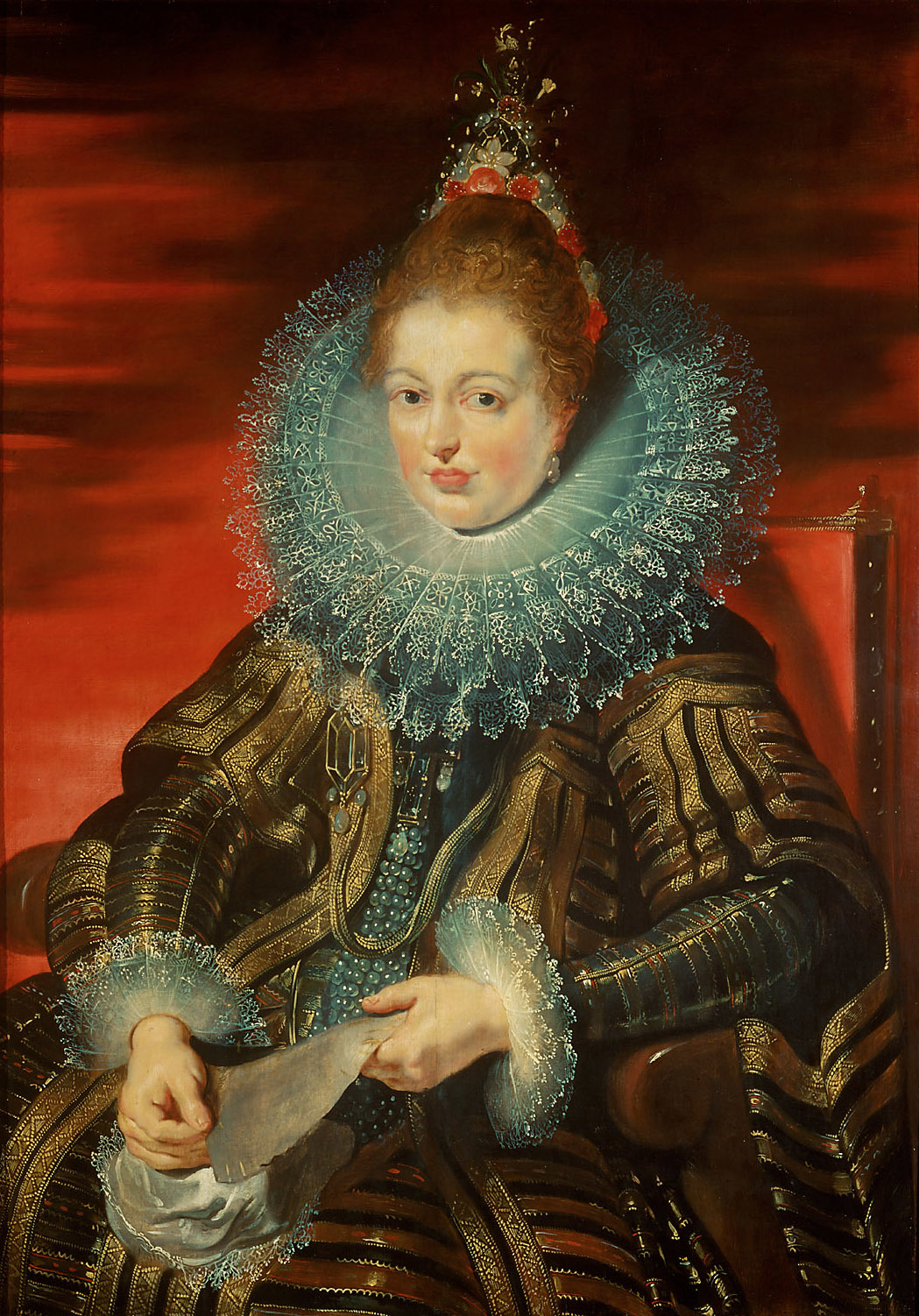
Худ. Рубенс. «Ерцгерцогиня Ізабелла, дочка Філіпа IV»

Воно користувалось надзвичайним попитом серед аристократії Франції, Англії, Голландії, Іспанської імперії. Фламандське мереживо користувалось шаленим попитом як серед жінок, так і чоловіків. Мода на мереживо набула такої міці, що офіцери ворогуючих боків домовлялися навіть в дні боїв влаштовувати так звані «мереживні перемир'я»: під час такого перемир'я прали мережеві коміри, що бруднилися від диму і попілу. Воно дорого коштувало і викликало як захоплення, так і заздрість, спротив. Багатії Франції, Іспанії витрачали значні грошові суми на придбання мережива з майстерень Південних Нідерландів. Зачеплений значним вивозом грошей з Іспанії, що витрачалось на мереживо, король Філіп IV сам кроїв простенькі коміри з повною відсутністю розкішних оздоб, аби власними прикладом слугувати взірцем економії для напівзбожеволівших підлеглих.

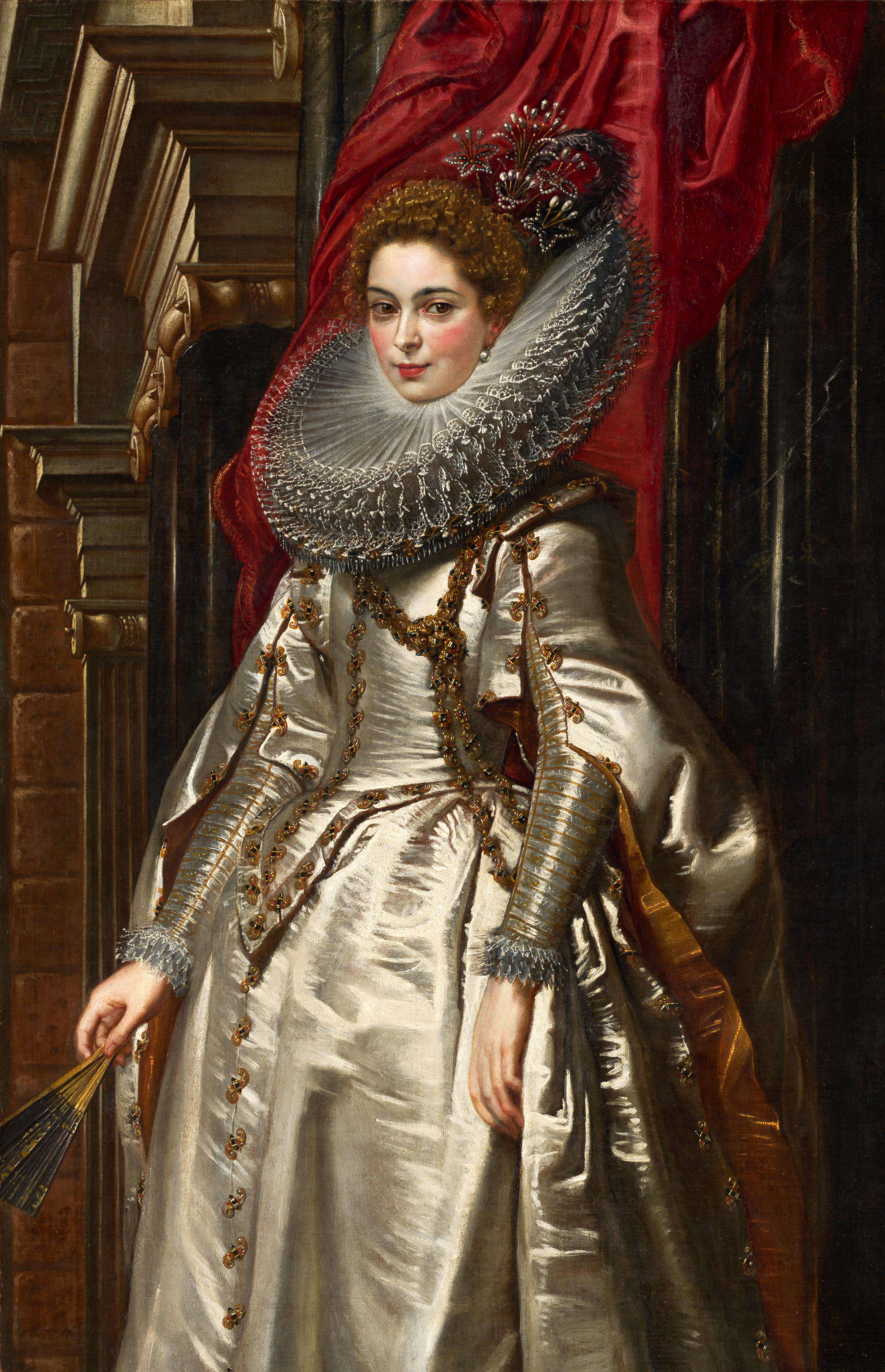
Худ. Рубенс. «Маркіза Брігіда Спінола-Доріа»
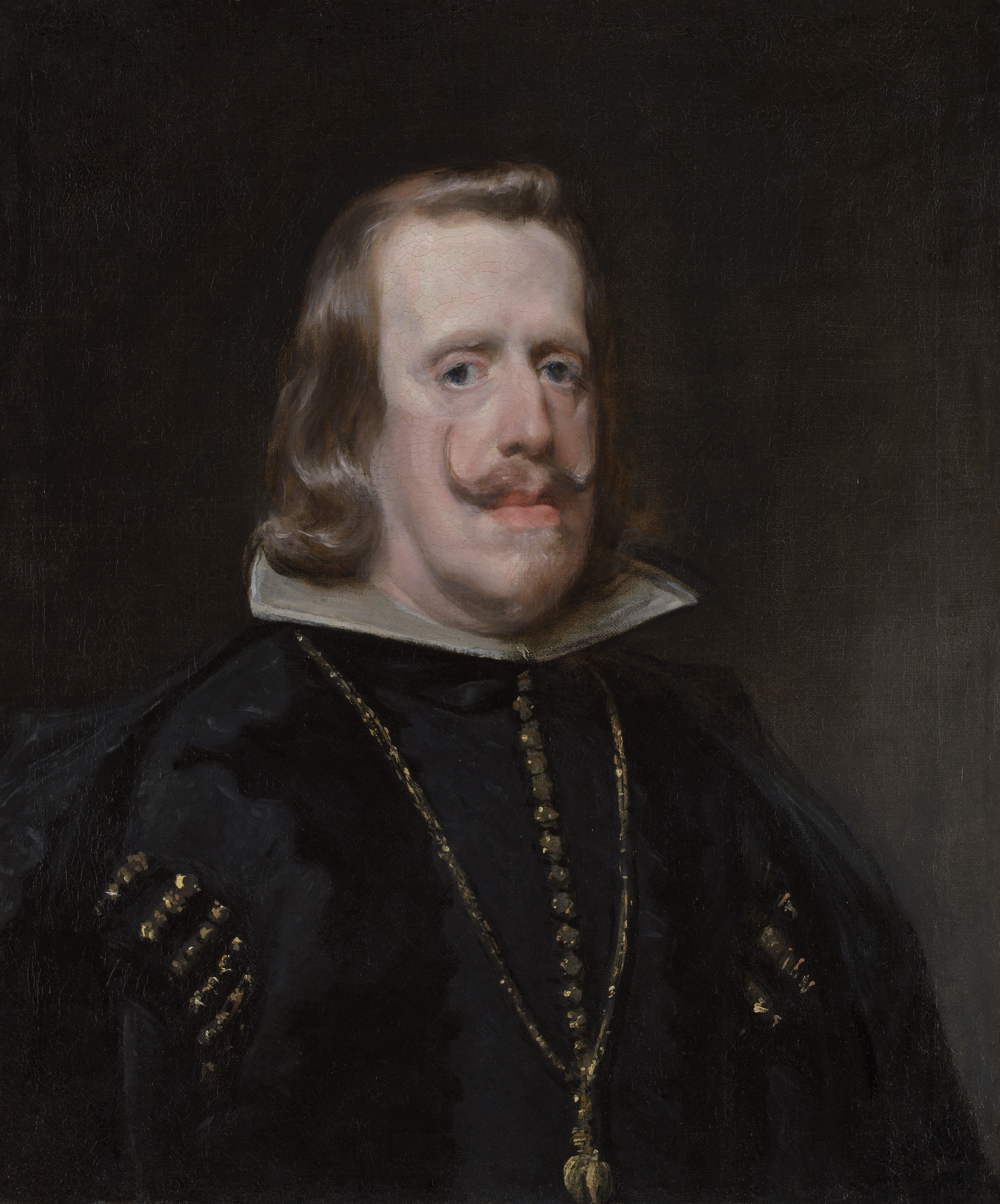
Худ. Веласкес. «Король Філіп IV», 1656 р.
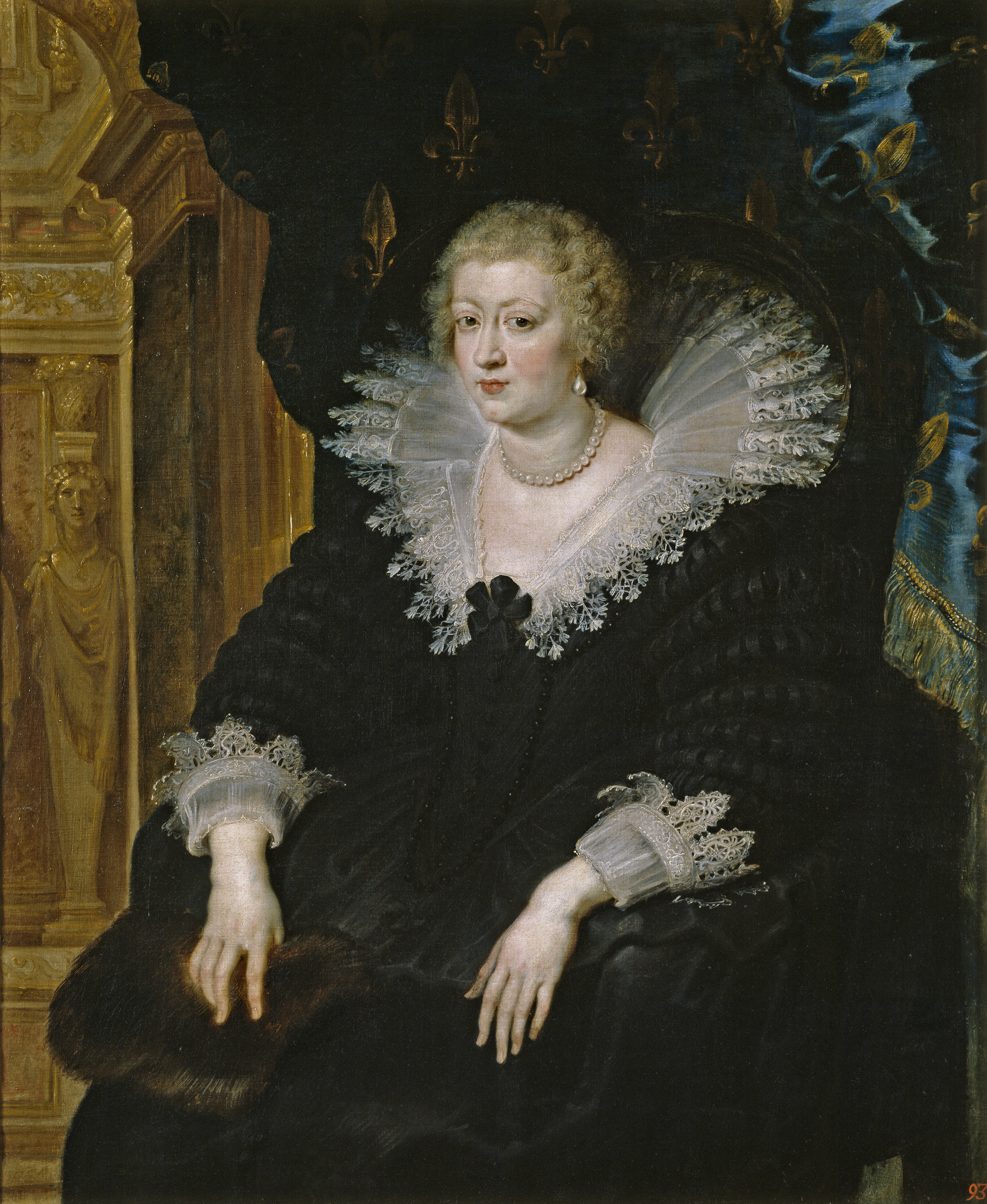
Худ. Рубенс. Анна Австрійська, іспанська принцеса за походженням
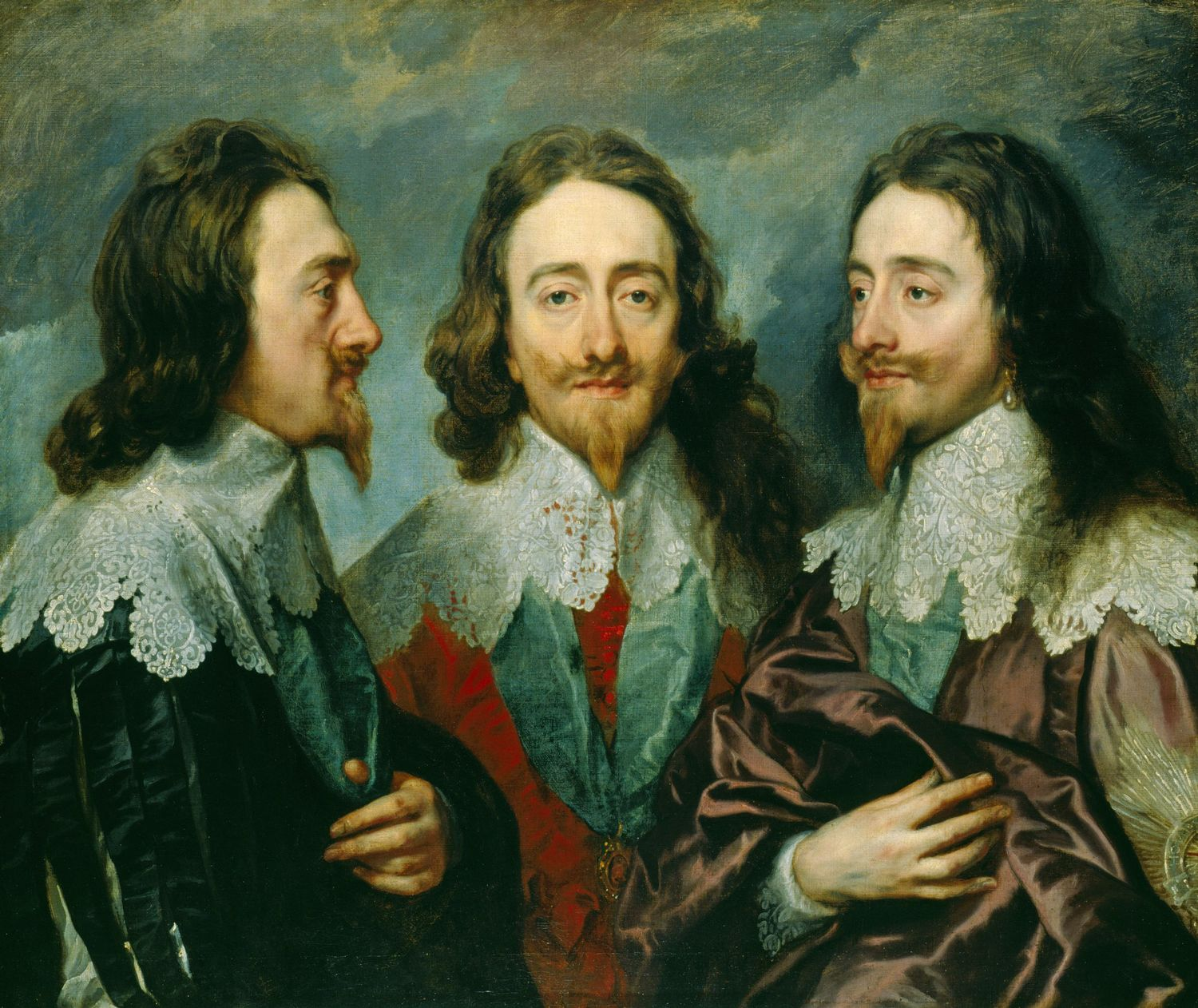
Антоніс ван Дейк. «Король Англії Карл І»

### Меблі
Фламандські барокові меблі помітно сильно відрізнялись від сучасним їх меблів Франції і Італії. І це незважаючи на постійні культурні запозичення з Італії. Вплинули і консервативні національні традиції, і формування бюргерського побуту, бюргерського способу життя, з яким італійські мешканці запізнювались.
Фламандські барокові меблі зберігали риси національного маньєризму, пізнього відродження. Різьблених деталей стає менше. В основі — дубова конструкція, яку приховують горіховими пластинами фанери. Зберігаються токарно створені ніжки стільців і столів, стовпів для балдахінів, рамочні профілі тощо. Покращення бюргерського побуту підвищило попит на красиві і зручні меблі. В Голландії і сусідніх Південних Нідерландах розпочався справжній розквіт бюргерського інтер'єра. При створенні меблів Голландії і Фландрії почали використовувати екзотичні сорти деревини, які завозять з колоній (палісандр, червоне і чорне дерево тощо). На декоративні якості голландських і фламандських меблів почали впливати екзотичні зразки китайських меблів, прикрашених розписами, перламутром, чорним, золотим чи червоним лаком. Серед розповсюджених типів меблів переважають меблеві кабінети різних типів.
На розвиток бюргерського житла і інтер'єрів відреагували тогочасні художники, митці побутового жанру.

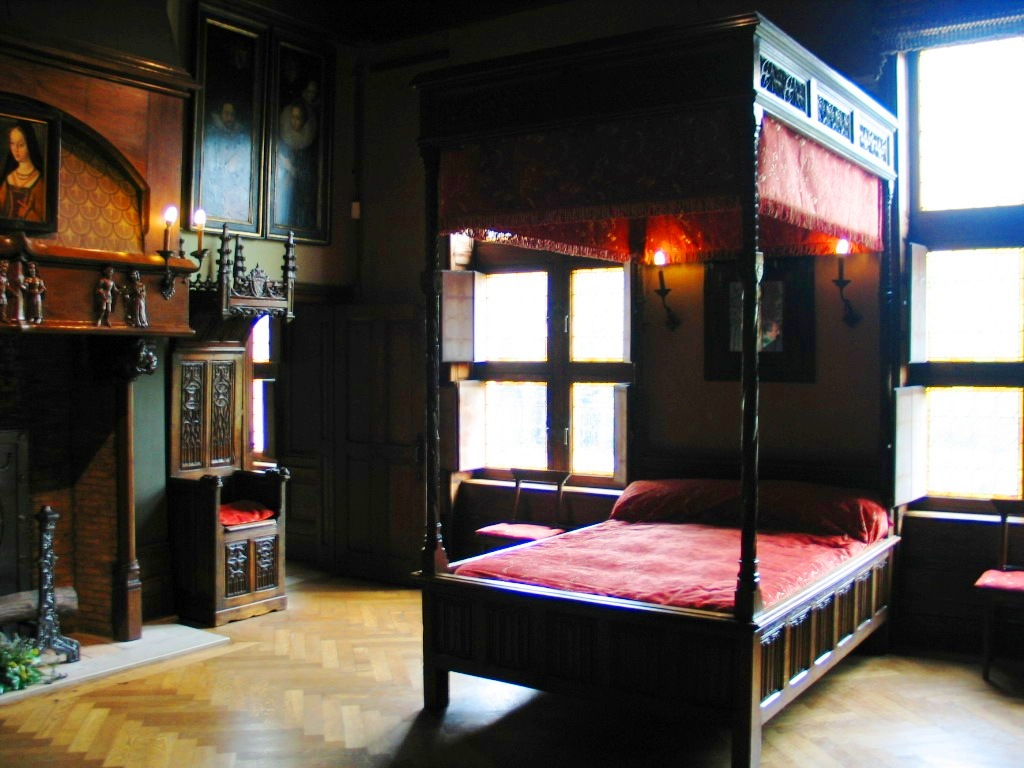
Інтер'єр Фландрії XVII ст. Замок Гасбек.
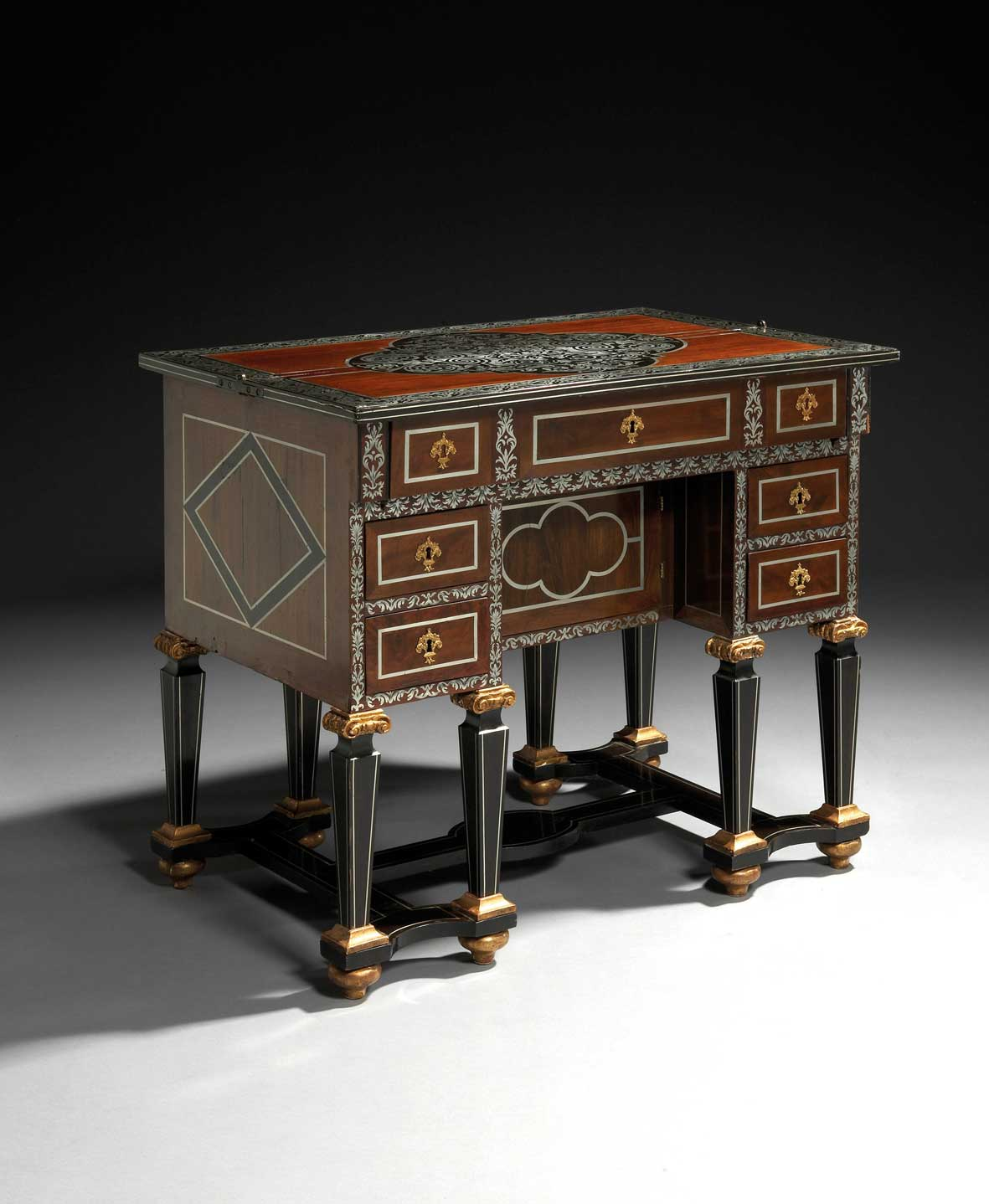
Кабінет доби Мазаріні.
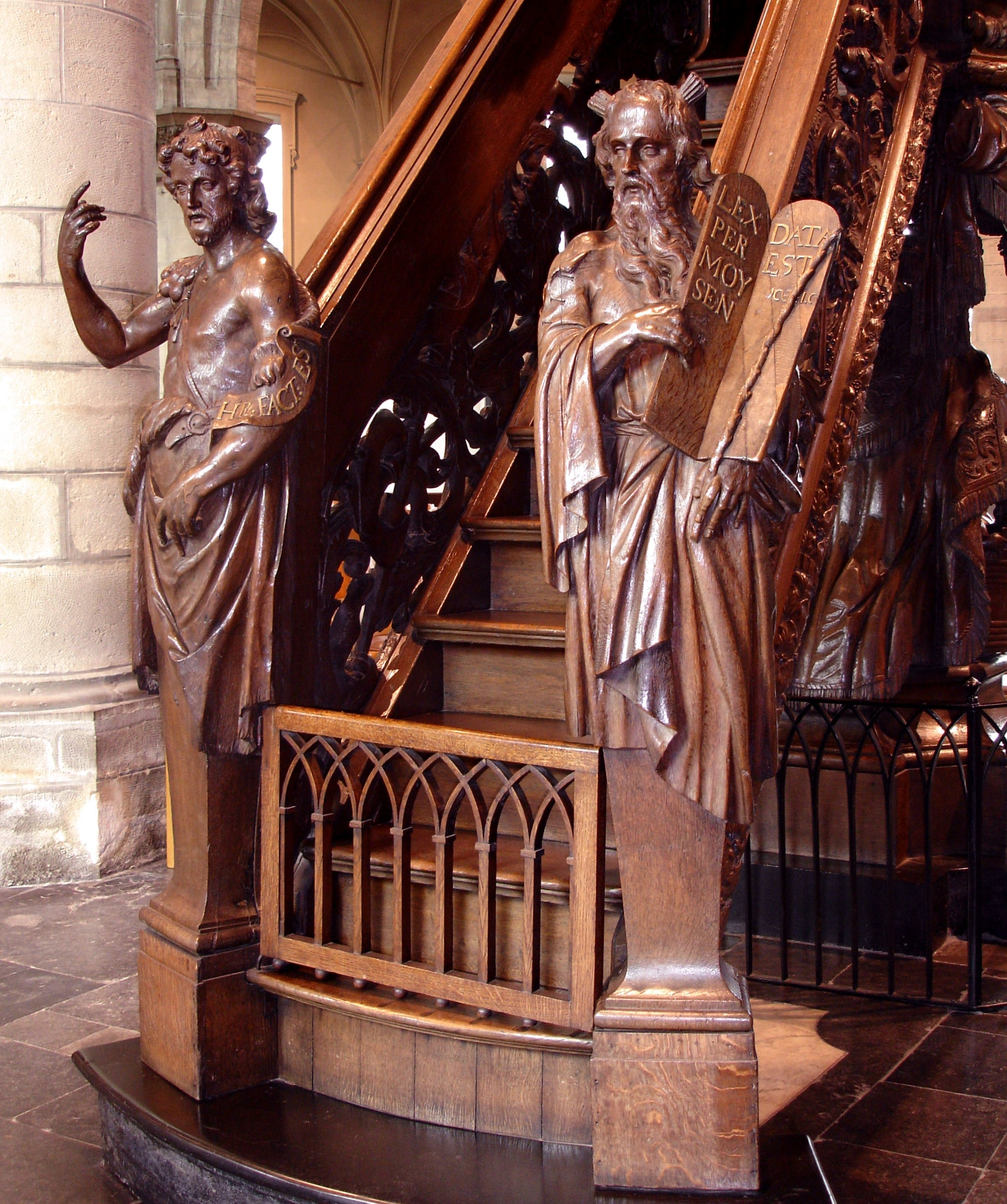
Церква Св. Миколая (The Sint-Nicolaskerk, Sint-Niklaas), місто Сан-Ніклас, Бельгія.
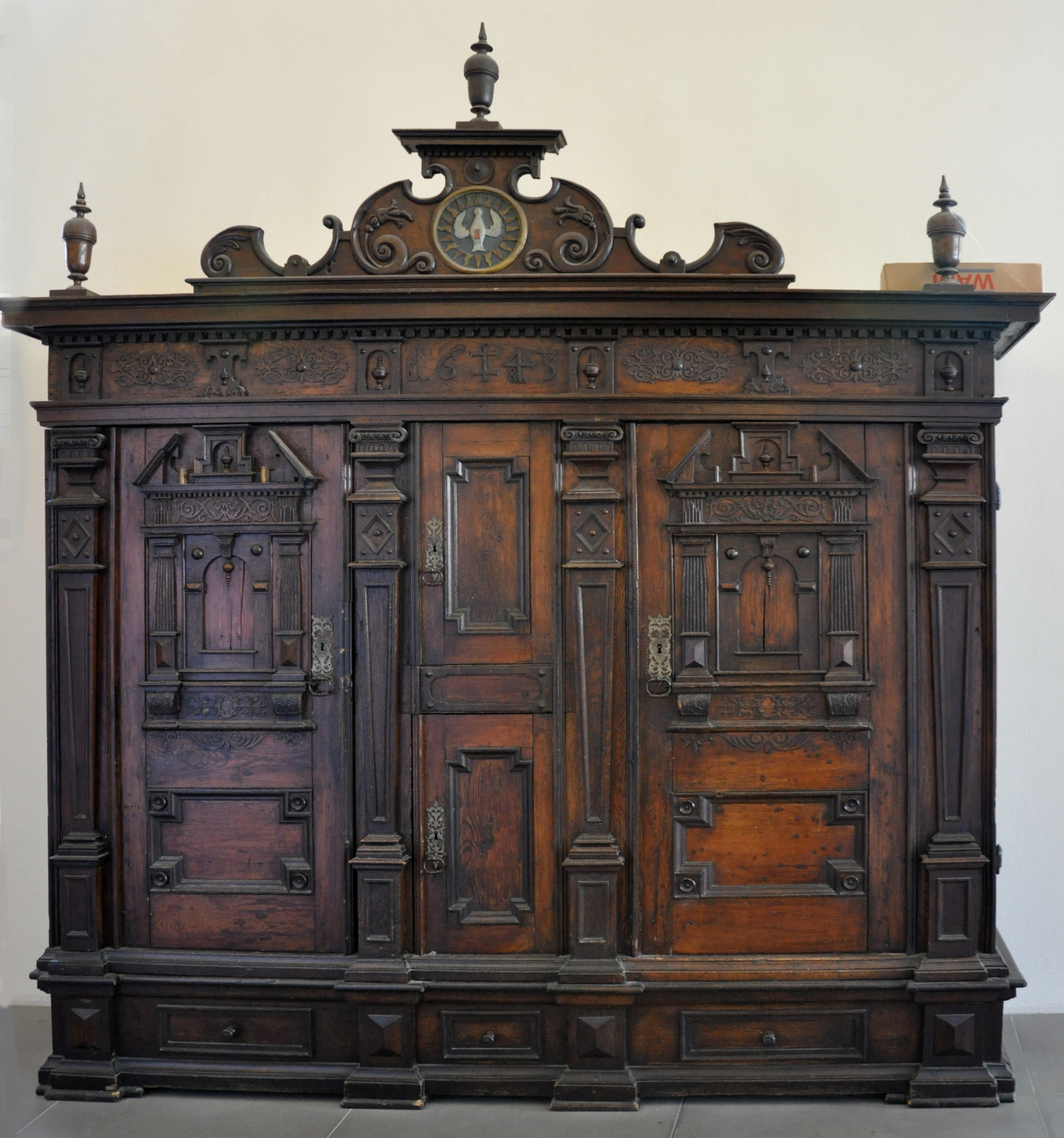
Кабінет 1643 р.

### Твори історіографів
Важливою особливістю культури Західної Європи є поціновування плину часу і пам'ять про славетні справи і діяльність попередників. Багатобарвність і значні досягнення митців Південних і Північних Нідерландів, а також сусідніх з ними країн, добре усвідомлювали вже в XVI столітті. На початку XVII століття (1604 року) це відбилося в оприлюденні Карелом ван Мандером твору, присвяченого як античним, так і сучасним художникам.
Художник другого ряду, Карел ван Мандер став відоміший як автор книги «Життєписи античних, італійських, німецьких і нідерландських художників XV—XVI століть». Твір носить компілятивний характер і є переказом легенд, спогадів і фактів з різних джерел, не завжди достовірних. Книга не є точною і не відповідає багатьом сучасним вимогам про історичні праці. Але це оцінки твору, що вийшов з руку у 1604 році і багато чого змінилося в науці за 400 років по тому.
Перевагою книги Манлера було повернення в історію мистецтв імен утаємничених, маловідомих митців Північної Європи, на яких не звертали уваги письменники Італії, в тому числі і Джорджо Вазарі. Серед повернутих імен — зірка німецького мистецтва і всієї Європи Матіас Грюневальд або Нітхард Готхард.
Підсумком щонайменше трьох мистецьких напрямків в історії нідерландських земель (маньєризму, бароко, караваджизму) став твір іншого історіографа. Ним був Арнольд Гаубракен. Збори матеріалів розтяглися на декілька років і потребували доповнень. Арнольд використав матеріали, які до нього подали Карел ван Мандер, Йоахим Зандрарт, Корнеліс де Бі, Андре Філіб'єн та інші. Частку інформації він отримав через гільдії Св. Луки, частку — від старих на той час художників-свідків. Твір став важливим документом через перелік митців, що входили до римського товариства «Перелітні птахи», де теж переважали другорядні художники, але документи щодо товариства збереглися частково, неповно. Арнольд Гаубракен помер 1719 року і справу продовжила його дружина. Саме завдяки її зусиллям твір був розширений, закінчений і надрукований по смерти чоловіка.
Розповідаючи про відомих митців, Арнольд Гаубракен подав як життєписи художників — графіків, так і багато обдарованих митців, що працювали досить успішно в різних галузях, серед яких художник і архітектор Венцеслав Кобергер (1560—1634), скульптор Еразм Квеллінус старший (1580—1640), художник і письменник Зандрарт, гравер, архітектор і художник Шарль Еррард (бл.1607—1689). Серед голландців і фламандців також опинились німці, французи, італійці, є — чимало емігрантів, що десятиліттями працювали і померли на чужині, є ті, що ніколи не покидали батьківщину (Рембрандт). Не проігнорував автор і небагатьох жінок-художниць (Маргарита Годевійк, Анна Марія Схюрманс, Марія Сібілла Меріан). Серед митців — і багатії, що посіли адміністративні посади і займались творчістю час від часу (Ян Філіпс ван Тілен з Мехелена), так і бандиткуваті авантюристи, що мали за плечіма тюремні ув'язнення (Адріан Брауер, Йоханнес Торрентіус), художники, що робили фантазійні краєвиди міст, де ніколи не були (Корнеліс де Ман «Переробка китового жиру на Шпіцбергені») чи мандрівники до Бразилії, де дійсно були (Франс Пост, брат архітектора Пітера Поста).
Через тридцать років по смерти Арнольда Гаубракена видання було оприлюднене вдруге з доповненнями. Видання XVIII століття, яке саме стало пам'яткою історії мистецтв, була перевидане у вигляді факсимілє в Амстердамі 1976 року.